# Licodia Eubea
Licodia Eubea (Licuddìa in siciliano) è un comune italiano di 2 750 abitanti della città metropolitana di Catania in Sicilia.

## Geografia fisica

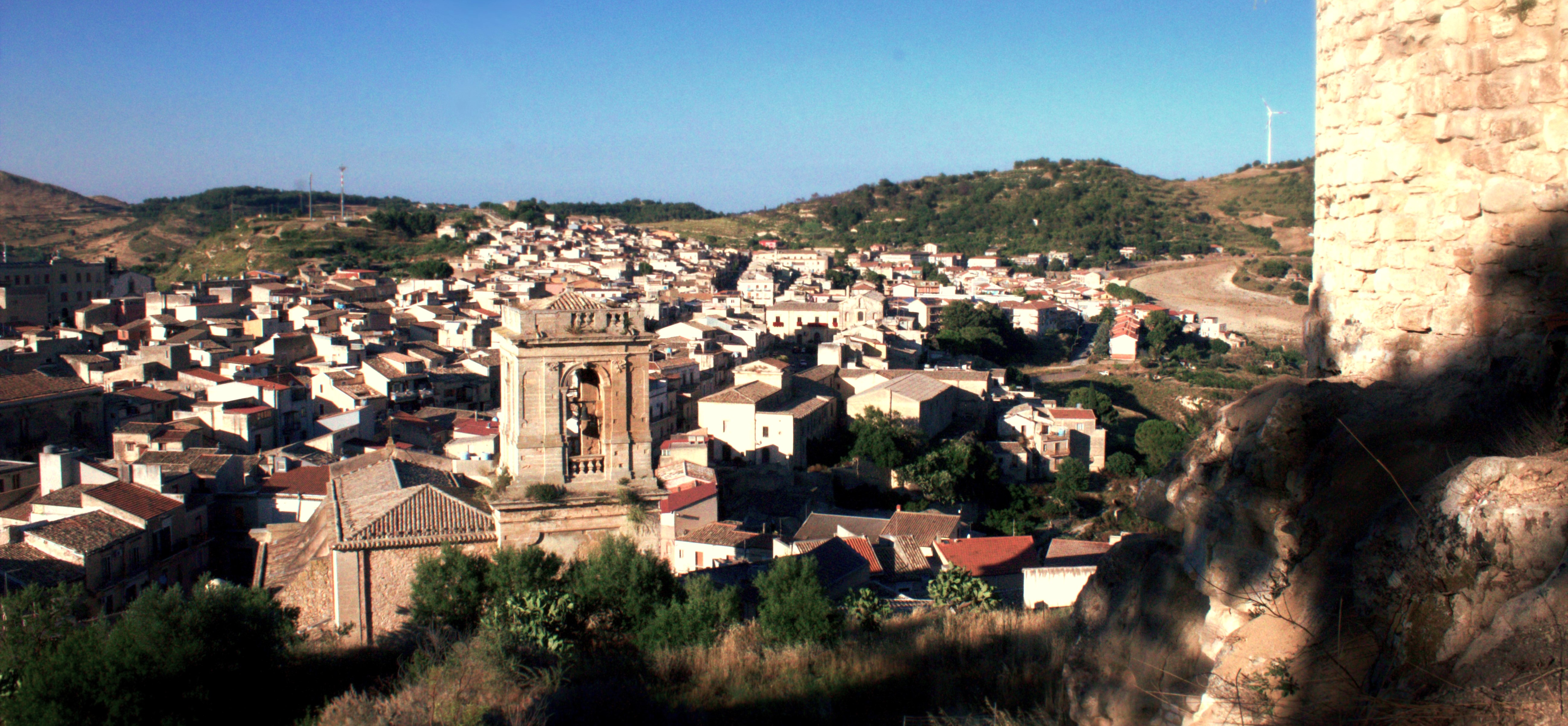
Veduta di Licodia Eubea dal Castello Santapau

### Territorio
Licodia Eubea sorge a oltre 600 metri di altezza sul livello del mare, sul versante nord-occidentale dei Monti Iblei, e si adagia su due colli, quello detto del Castello e quello del Calvario. Tra i due colli, su una piccola eminenza, sorge il quartiere "Carmine", un tempo detto "Carcarella" con l'omonima chiesa.
Il più grande corso d'acqua che attraversa il comune di Licodia Eubea è il fiume Dirillo, che forma nel suo territorio il Lago Dirillo, un bacino artificiale costruito negli anni '60 del secolo scorso. Nel territorio, particolarmente fertile, è praticata la coltura dell'uva da tavola principale motore dell'economia locale. 

## Origini del nome

### Da Licodia a Licodia Eubea

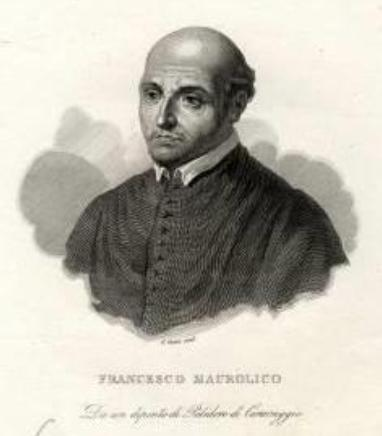
Francesco Maurolico

Il toponimo è composto da due elementi, di origine differente.
Il più antico è "Eubea", derivante dall'identificazione del territorio con il luogo in cui i calcidesi di Lentini fondarono, nel 650 a.C., una colonia con questo nome.
In seguito, durante il medioevo, il toponimo Eubea fu sostituito da "Licodia". Solo nel 1872 il Consiglio comunale decise di utilizzare entrambi i toponimi, aggiungendo a partire dal 1873 (RD n. 1224 del 13 gennaio) il nome di Eubea a quello di Licodia, da cui l'attuale toponimo di Licodia Eubea. Era convinzione, allora diffusa, che la cittadina fosse l'erede d'Euboia (Cluverio), la sub-colonia greca, fondata dai greci di Lentini verso la metà del VII sec. a.C. e distrutta da Gelone nel 482 a.C. (Erodoto). La decisione del Consiglio comunale nacque sicuramente anche dall'impulso proveniente dagli studi e dalle pubblicazioni dello studioso licodiano Luca Francesco La Ciura che dava alle stampe Cenni sopra Eubea antichissima greca citta oggi Licodia, stampato a Palermo nel 1844, in precedenza pubblicato con alcune differenze all'interno di uno studio del Principe di Biscari. Il La Ciura, appassionato di archeologia e direttore della biblioteca del concittadino Antonino Astuto barone del Fargione (1742-1822), residente a Noto, afferma che l'odierna Licodia è erede di quella Eubea fondata dai calcidesi di Lentini. Le numerose evidenze archeologiche, conosciute già diversi secoli prima degli studi del La Ciura, avevano destato l'interesse di molti studiosi accrescendo la passione per questo ambito anche tra i notabili di Licodia come lo stesso Astuto collezionista numismatico, creatore di una ricca collezione archeologica oggi in parte confluita al Museo Salinas di Palermo.

### Ipotesi del Maurolico e del Fazello sul toponimo Licodia
Il monaco benedettino Francesco Maurolico (1494-1575), basò l'origine del toponimo Licodia sul fatto che i greci, traendo spunto dalla possibile forte presenza di branchi di lupi nel territorio Licodiano di allora, abbiano denominato il territorio con la parola lykos, vocabolo greco che vuol dire appunto lupo e che quindi potrebbe costituire l'origine dell'attuale nome, Licodia.
Invece, l'Abate Fazello dell'ordine dei Frati Predicatori e contemporaneo del Maurolico, disse su Licodia: «In elevata e scoscesa rupe è Licodia paese di nome saraceno, dove sono meravigliose ruine di antichità sebbene prostrate e sepolte in gran parte; vestigia di antica giacente Città».  Nei documenti, il nome Licodia si riscontra per la prima volta in una donazione del 1105, da parte di Achi di Vizzini, di terre site in Licodia all'abbazia di Lipari e Patti dedicata a S.Bartolomeo e SS. Salvatore. Nel 1269, il nome Licodia unitamente al castello, nello Statum Castrum Siciliae.

## Storia

### Dalle origini ad oggi

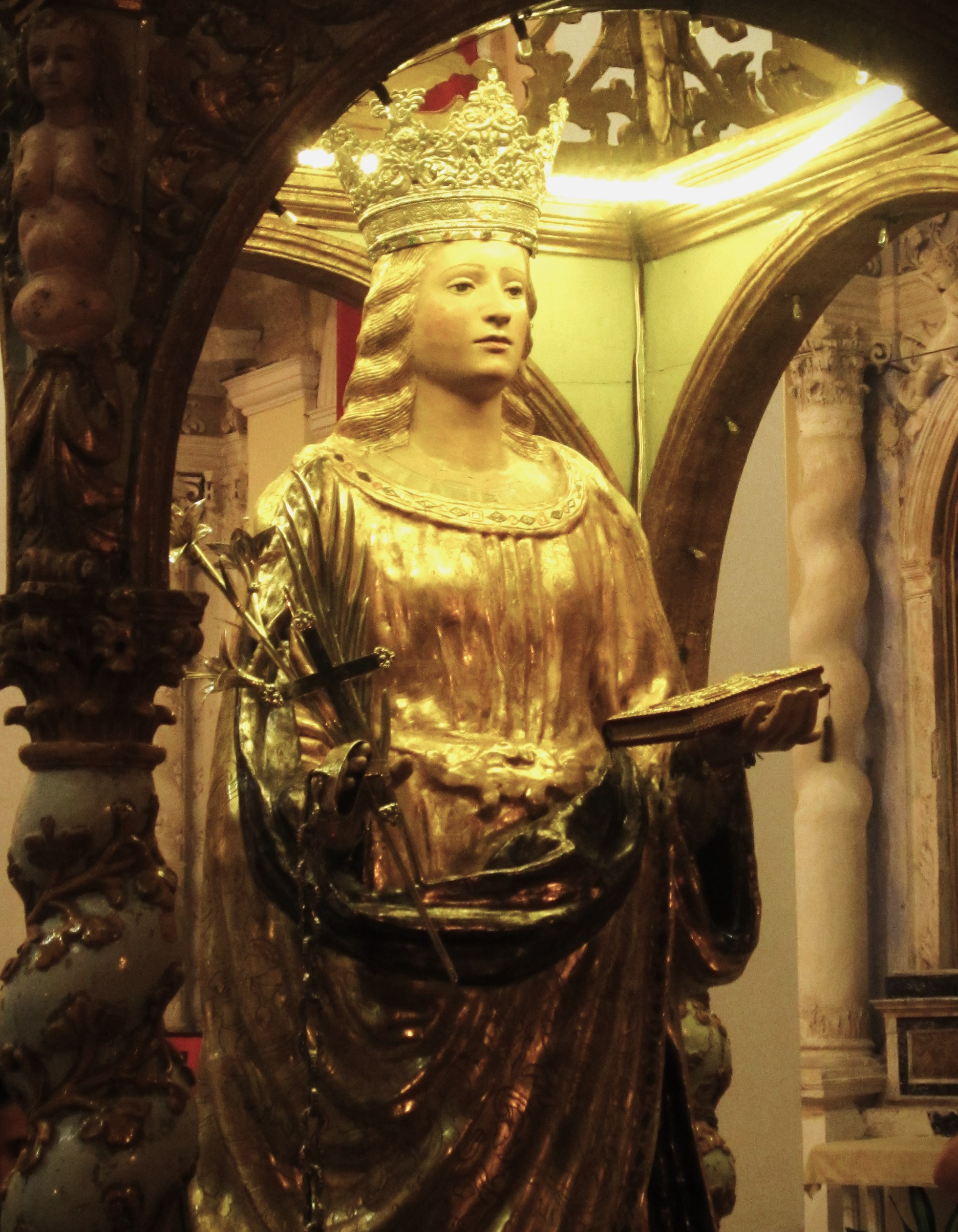
Santa Margherita d'Antiochia, patrona principale della città

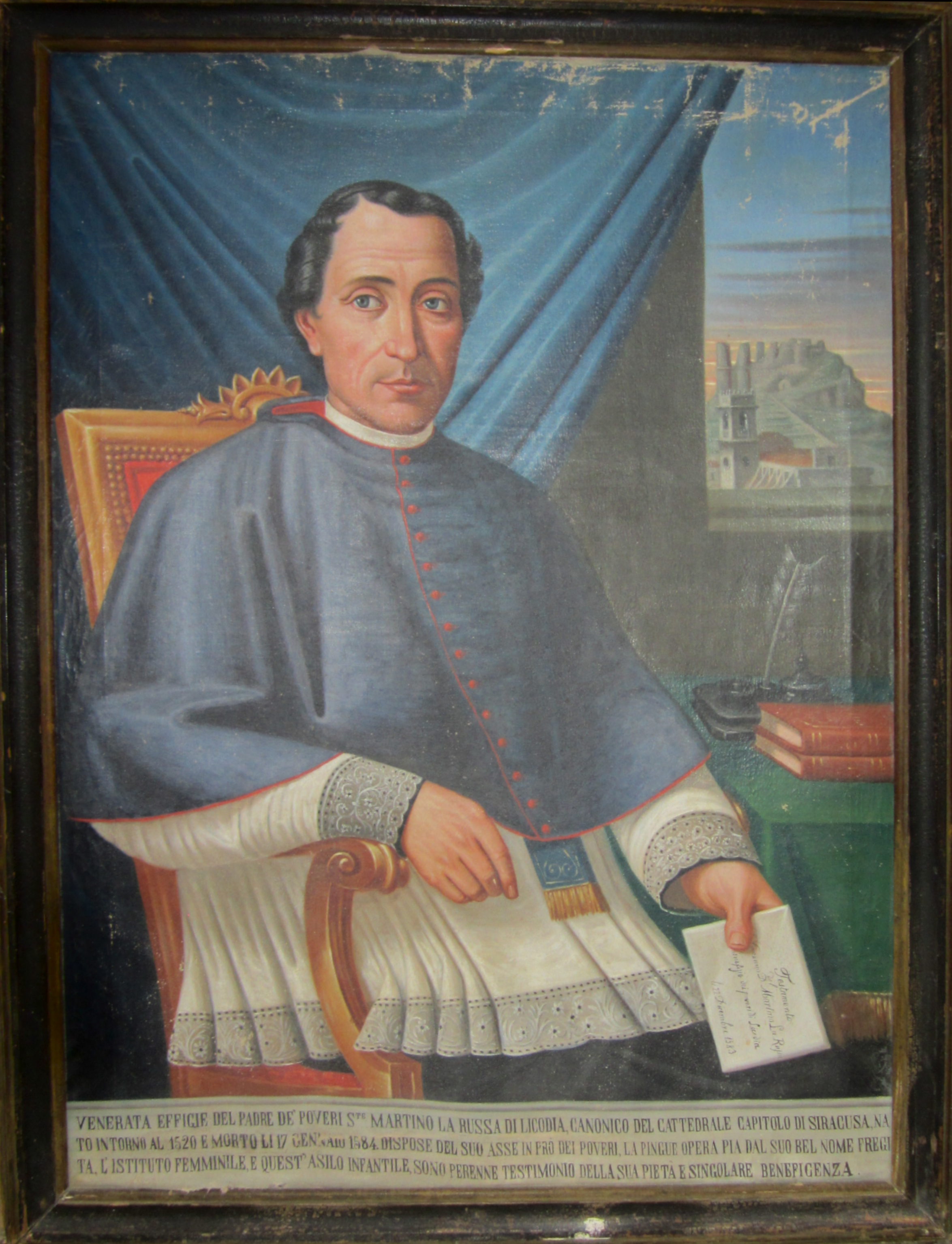
Sac. Don Martino La Russa

Il ritrovamento di focolari e di ceramiche, risalenti al neolitico superiore, attesta la presenza di popolazioni autoctone, i Sicani, in territorio licodiano.
Le notizie sulla fondazione di Licodia Eubea sono piuttosto incerte, ma le varie e molteplici testimonianze delle frequentazioni del passato portano a dare notevole credito all'identificazione dell'attuale abitato con l'antica Euboia fondata dai Calcidesi di Leontinoi nel 650 a.C. Infatti, dalle narrazioni di Tucidide, di Marcione di Eraclea e di Diodoro Siculo, risulta che una colonia di Calcidesi dell'Isola di Eubea, che approdarono a Messina, abbiano dato vita a diverse città, tra cui Eubea, nell'attuale sito di Licodia. I numerosi ritrovamenti archeologici di epoca ellenistica, le ceramiche di epoca classica rinvenute nei campi di Pizzo del Corno, gli scavi effettuati nel 1985 nel centro storico della cittadina, sono solo alcune delle testimonianze che tendono a confermare l'origine greca di Licodia. Molti dei reperti archeologici acquisiti negli anni mediante ritrovamenti e scavi sono stati raccolti ed esposti nel Museo Civico "Antonino Di Vita".

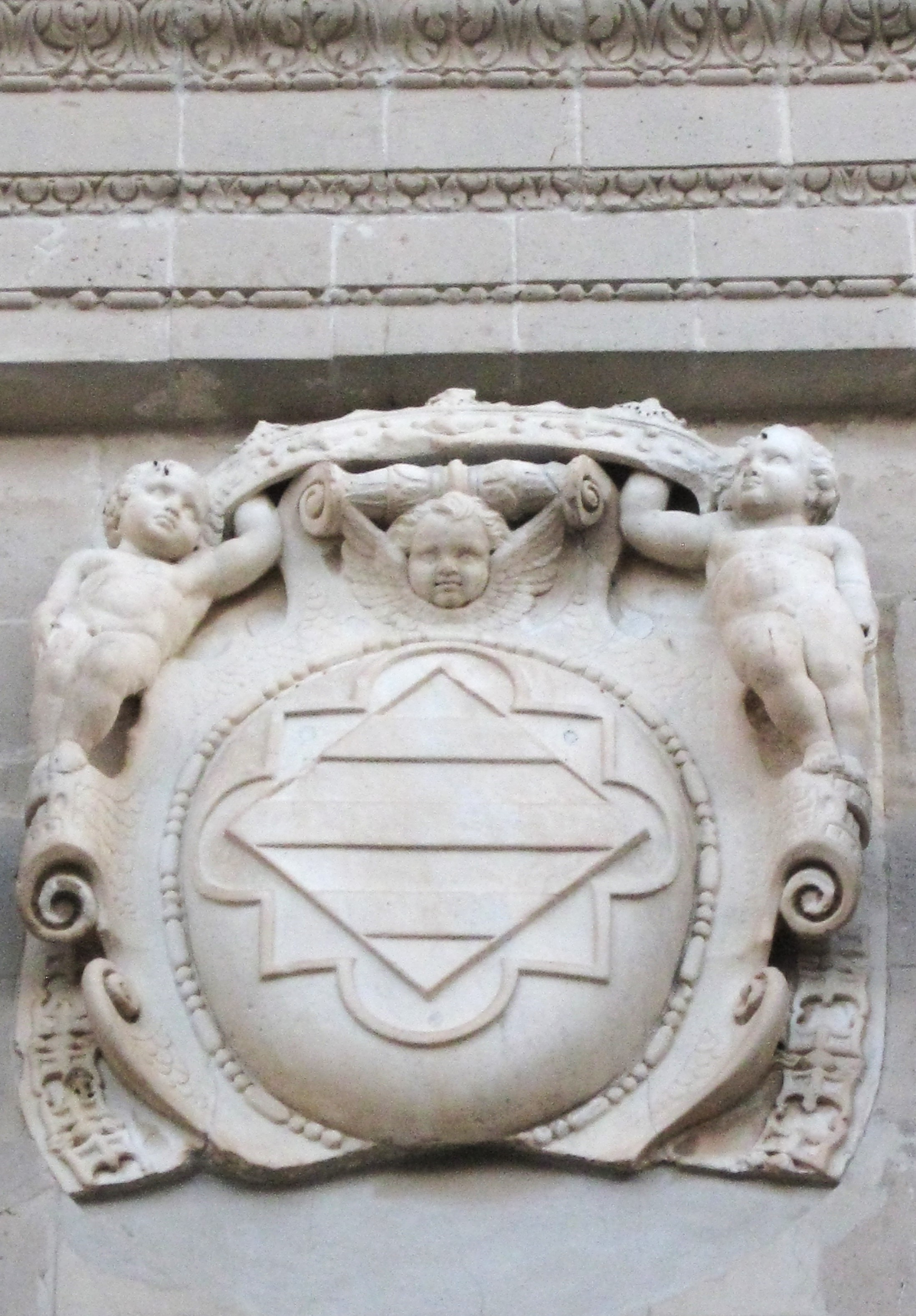
Stemma dei Santapau sul prospetto della chiesa madre

Durante il periodo normanno in Sicilia, il Monte di Licodia divenne un presidio militare di strategica importanza, provvisto di fortificazione, il castello di Licodia, la cui esistenza è storicamente attestata a partire dal 1272.
Nel medioevo Licodia venne anche denominata "la Piccola Palermo", come ricordano gli anziani del luogo e molti libri di storia locale, (in siciliano detta Palermu u piccilu, per l'elevato numero di famiglie nobili nel suo territorio e quindi per la sua potenza commerciale e politica). La prima signoria documentata fu quella di Bertrando Artus, in epoca angioina. Con gli Aragonesi il feudo tornò sotto il controllo regio, fino al 1299, anno in cui re Federico III d'Aragona lo concesse a Ugolino Callari (o di Callaro), col titolo di conte. Passò poi alla famiglia Filangeri. Nel 1393 il re Martino I affidò le terre licodiane ad un'altra famiglia nobile, gli Ademar, signori di Santa Pau, da cui prenderà il nome il castello (Castello Santapau) e ai quali vennero affidati anche feudo e casale. Il periodo di maggior lustro Licodia l'ebbe nel XV e XVI secolo quando la famiglia Santapau ne governò il territorio. Dopo il terremoto del 1542, la popolazione si addensò attorno al castello, mentre l'area tra la Matrice e i Canali era connotata dalla presenza di molti chiostri come il convento dei Cappuccini, sorto nel 1568, il convento dei Domenicani ed il Monastero delle Clarisse. Dopo il 1584, alla morte del Canonico Martino La Russa, filantropo, la chiesa di Santa Margherita, già esistente, diviene oggetto di modifiche e verosimilmente di ampliamenti anche grazie al lascito proveniente dall'enorme patrimonio del prelato, accrescendo gradualmente la sua importanza sino a divenire chiesa madre (1625). Con la morte di Francesco Santapau (1590) diviene erede di parte dei possedimenti paterni Camilla che, in seconde nozze, sposa il nobile partenopeo Muzio Ruffo. Il terribile e devastante terremoto del Val di Noto, nell'anno 1693, distrusse quasi del tutto il castello, riducendolo alle attuali rovine e diede l'avvio all'ulteriore espansione dell'abitato a nord dell'antico borgo nell'area dei conventi e dove in parte erano presenti già diverse aree abitate e alcuni quartieri.

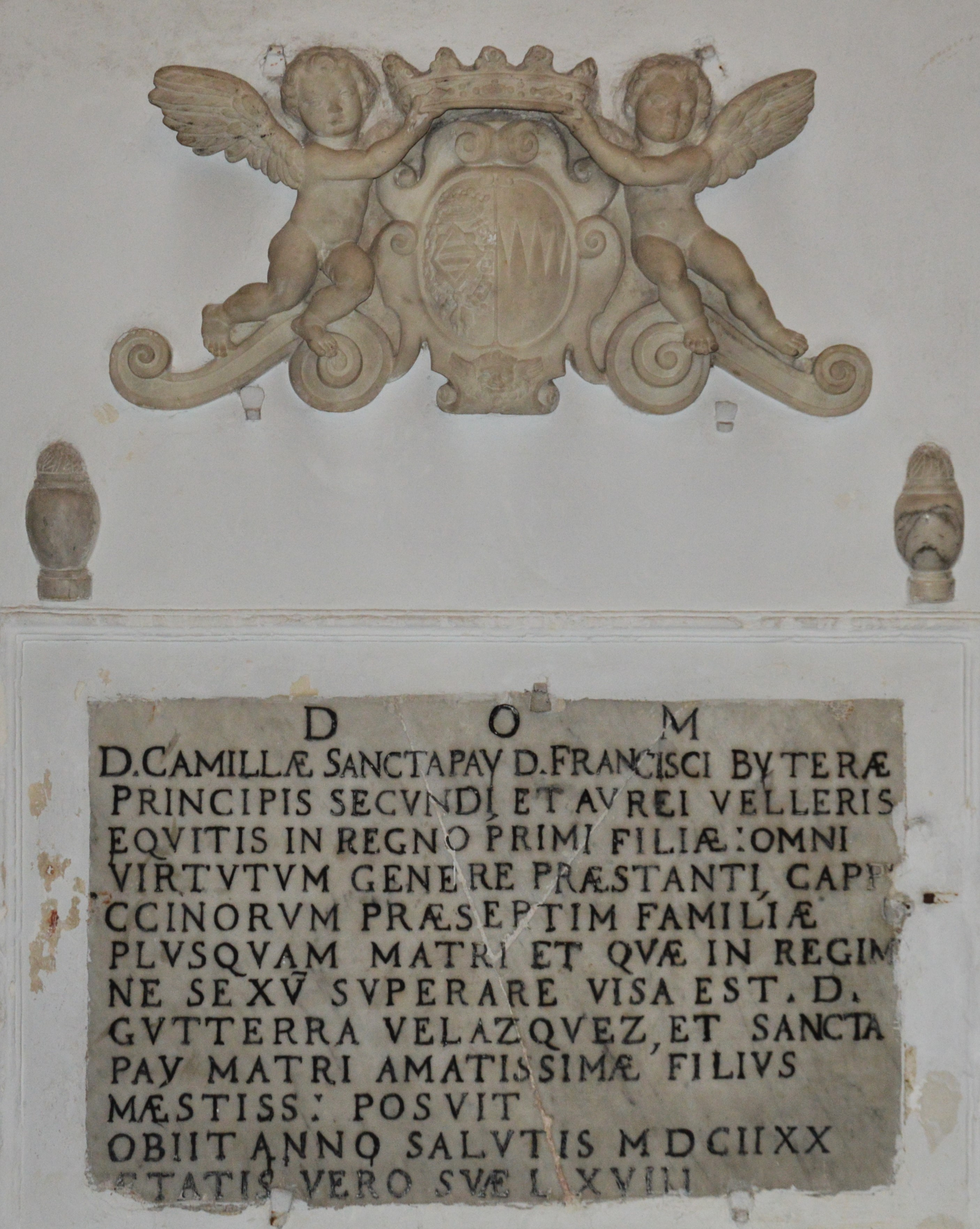
Sepolcro di donna Camilla Santapau, morta nel 1618, nella chiesa dei Cappuccini di Licodia Eubea

I Ruffo amministrarono la terra di Licodia fino alla cessazione del sistema feudale nel 1812. Nel 1844 il centro fu elevato a capoluogo di circondario.
In seguito alla soppressione feudale, il paese fu inizialmente aggregato al comune di Vizzini per poi affrancarsi come comune autonomo nel 1844. Il nome di Licodia è anche legato a quello di Giovanni Verga, che vi ambientò molte delle sue novelle e romanzi (L'amante di Gramigna e Jeli il pastore su tutte). Licodia, sin dai primi anni del secolo scorso, subì una crisi demografica dovuta all'emigrazione di molti suoi cittadini, principalmente verso gli Stati Uniti, l'Australia, l'Argentina e il Canada. Oggi Licodia Eubea basa la sua economia principalmente sui prodotti agricoli come i cereali e l'uva da tavola.

### Il terremoto del 1693

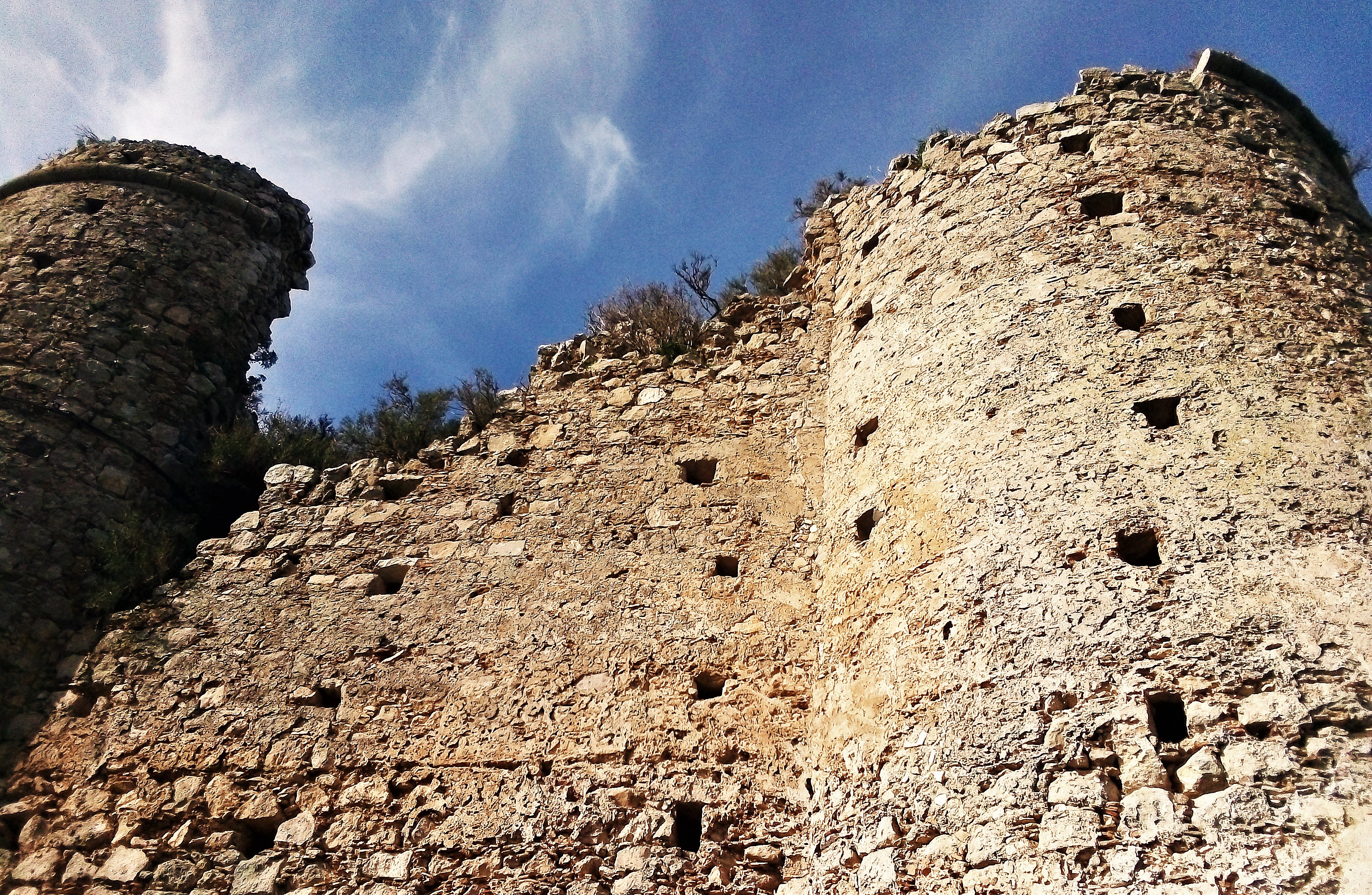
Rovine del Castello Santapau

Nel terribile e devastante terremoto del 1693 che colpì tutta la Val di Noto, Licodia contò molti danni sia materiali che umani, infatti ben 258 persone persero la vita sotto le rovine e moltissimi edifici tra religiosi e civili vennero gravemente danneggiati o rasi al suolo come accadde per il castello medievale Santapau. In particolare si tramanda la storia della chiesa "all'armi scacciati", le anime schiacciate, dove molte persone raccolte in preghiera all'interno del tempio, per scongiurare il sisma che già si era fatto sentire con piccole scosse, rimasero uccise a causa del terremoto.
Al contrario di molte città siciliane colpite dal sisma, Licodia fu ricostruita nello stesso luogo dove sorgeva in passato e i lavori di restauro per i maggiori edifici pubblici iniziarono subito. Alcuni edifici religiosi, come la chiesa del monte Calvario o la chiesa del Crocefisso rimasero illese mentre altri, come la chiesa madre o il convento dei cappuccini, furono in parte restaurati. Il centro urbano, ancora nel corso del XIX secolo, ha subito profonde trasformazioni. Sempre più importanza assunse, subito dopo il terremoto, quella che gradualmente divenne la principale arteria urbana la così detta "Strata lonca", odierno Corso Umberto I, via ampia e caratterizzata da grandi marciapiedi su cui, in alcune porzioni, si affacciano le case delle famiglie più in vista del secolo XVIII e XIX, come quella del barone Aliotta. Il Corso è oggi il cuore della vita pubblica della cittadina con un ampio largo su cui, un tempo, si apriva l'imponente prospetto della chiesa dello Spirito Santo, demolita nel 1969. 

### Simboli
L'attuale stemma del comune di Licodia Eubea, Campo di cielo, al lupo rapace di grigio, tenente una bandiera di rosso, sostenuto da una pianura al naturale di verde, rimanda alla ipotesi secondo cui il toponimo di  Licodia derivi dal termine greco λύκος, per appunto "lupo". Per tradizione si vuole che Licodia fosse "terra dei lupi", ricca di boschi e dunque anche della presenza di questa specie animale. Lo stemma, la cui descrizione e le cui caratteristiche sono state definite con un decreto del Presidente della Repubblica del 20 gennaio 1981, ha in realtà origini molto lontane. Sebbene per alcuni anni, dopo l'abolizione del faudalesimo del 1812, sia stato sostituito da altri emblemi, la comunità locale si riconosceva nel simbolo del lupo già molti decenni addietro. I giurati della terra di Licodia, ancora sotto il potere dei feudatari Santapau, adoperavano questo emblema che risultava raffigurato anche in edifici ecclesiastici, come la scomparsa chiesa dello Spirito Santo, che sorgeva al centro dell'odierno abitato.
Il gonfalone è un drappo di azzurro.

## Monumenti e luoghi d'interesse

### Architetture religiose

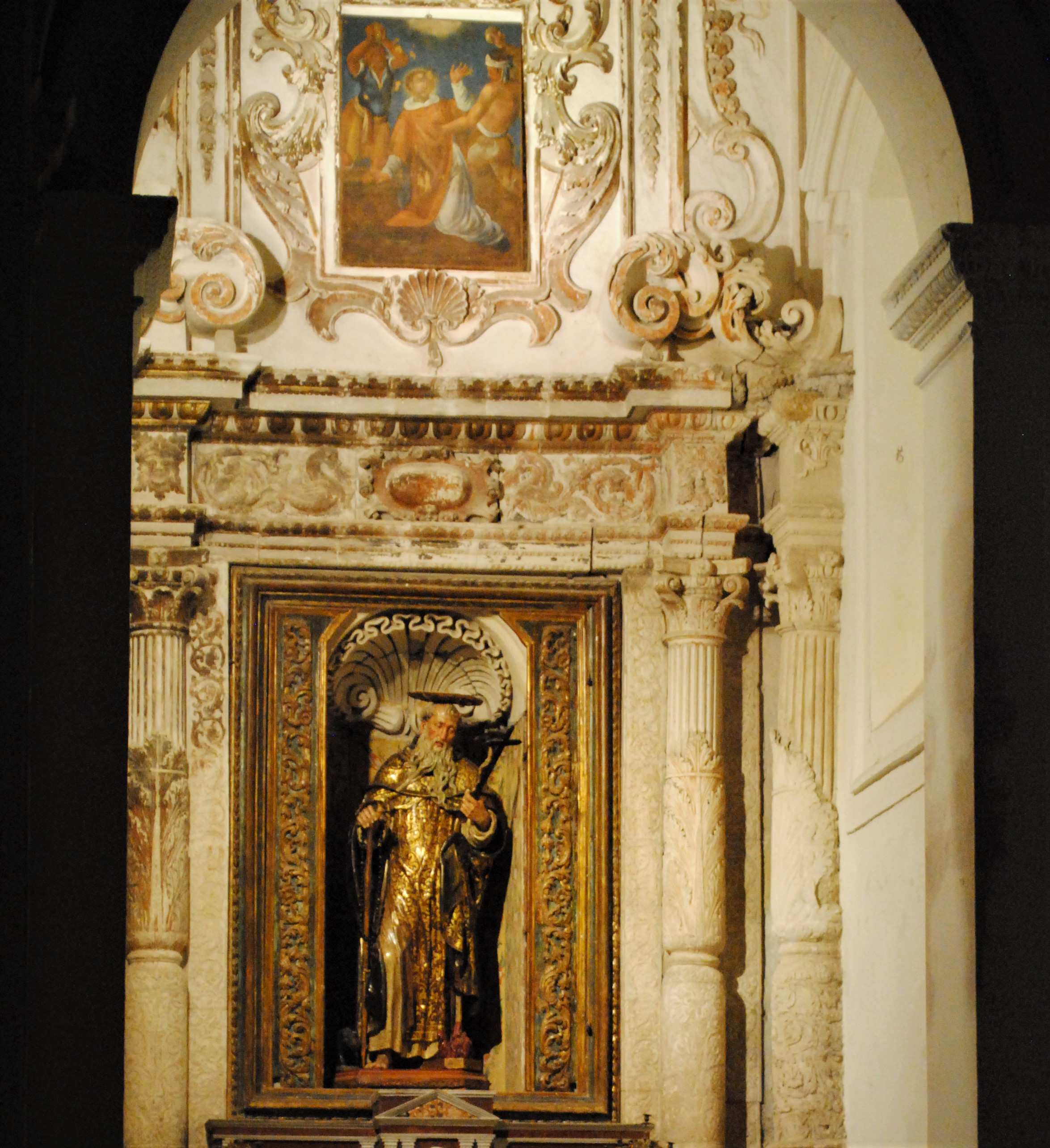
Cappella di S. Antonio Abate, Chiesa Madre, Licodia Eubea

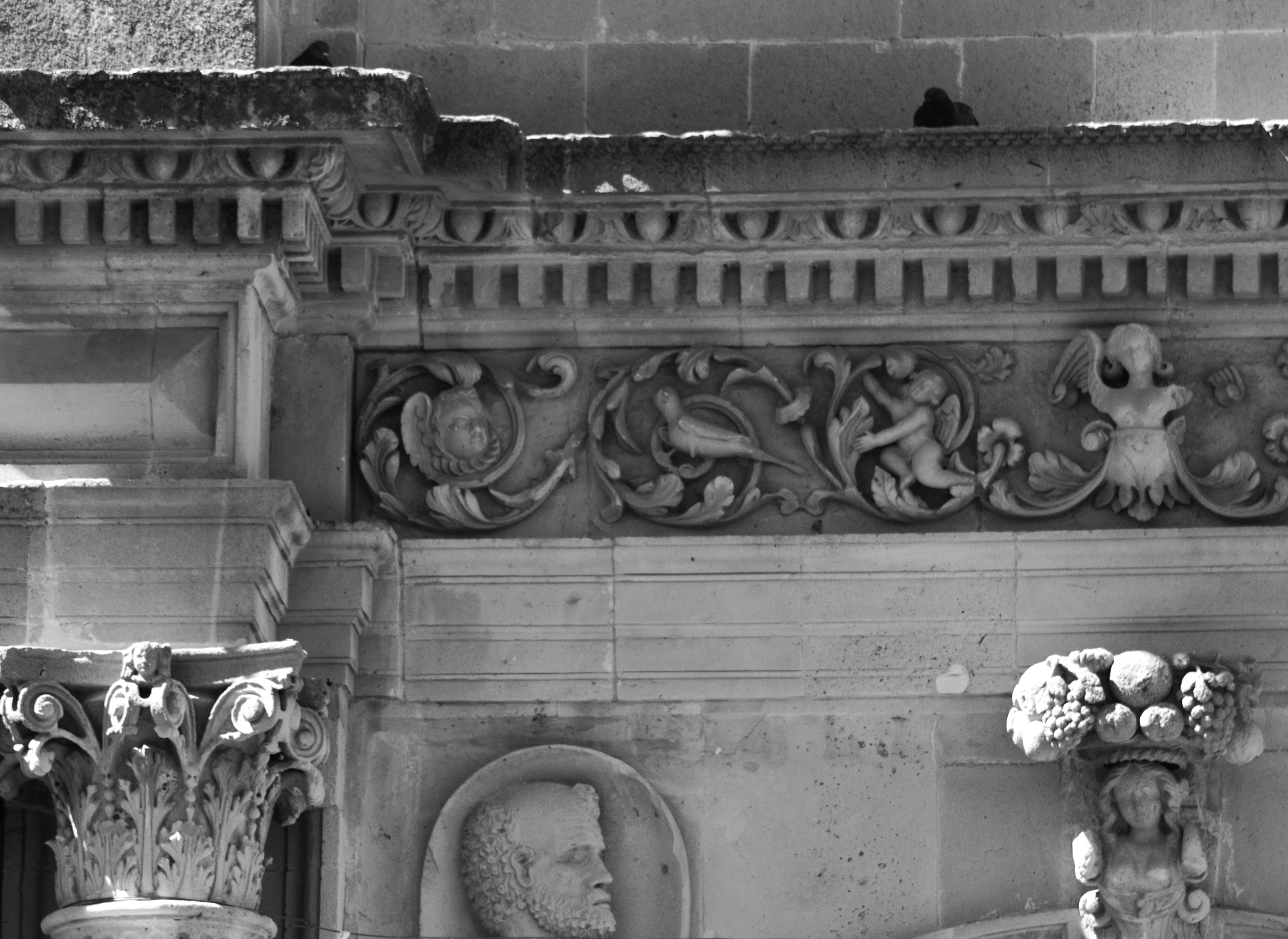
Un fregio del prospetto della chiesa madre

#### Chiese
- Chiesa Madre di Santa Margherita 
Sotto la mole della rocca, a nord est, è la chiesa madre dedicata a Santa Margherita patrona del paese. La struttura, la cui esistenza è sicuramente attestata nel XVI secolo, venne presumibilmente ampliata alla fine del '500 anche grazie alle elargizioni Canonico del Capitolo Cattedrale di Siracusa Sa. Martino La Russa. L'edificio venne danneggiato dal terremoto del 1693.
Il prospetto principale, importante testimonianza tardo rinascimentale precedente al sisma del 1693, risulta incompleto nell'ordine superiore ed è connotato da eleganti fregi e dallo stemma gentilizio dei marchesi Santapau.  La torre campanaria conserva anche il campanone del 1628 opera del tortoriciano Francesco Garbati. L'interno, a pianta basilicale a tre navate, conserva notevoli opere d'arte, tra cui, nell'altare della cappella in fondo alla navata di destra, una bella statua lignea di S. Antonio Abate scolpita dal napoletano Giovanni Battista Gallone, nel 1617.

- Chiesa di Santa Maria degli Angeli e convento dei Cappuccini
- Chiesa di Santa Lucia
- Chiesa del Carmine
- Chiesa dell'ospedale o del Crocefisso
- Chiesa del Rosario e convento del Ss. Salvatore
- Chiesa del Calvario
- Chiesa del Bianchetto
- Chiesa e Monastero di San Benedetto e Santa Chiara

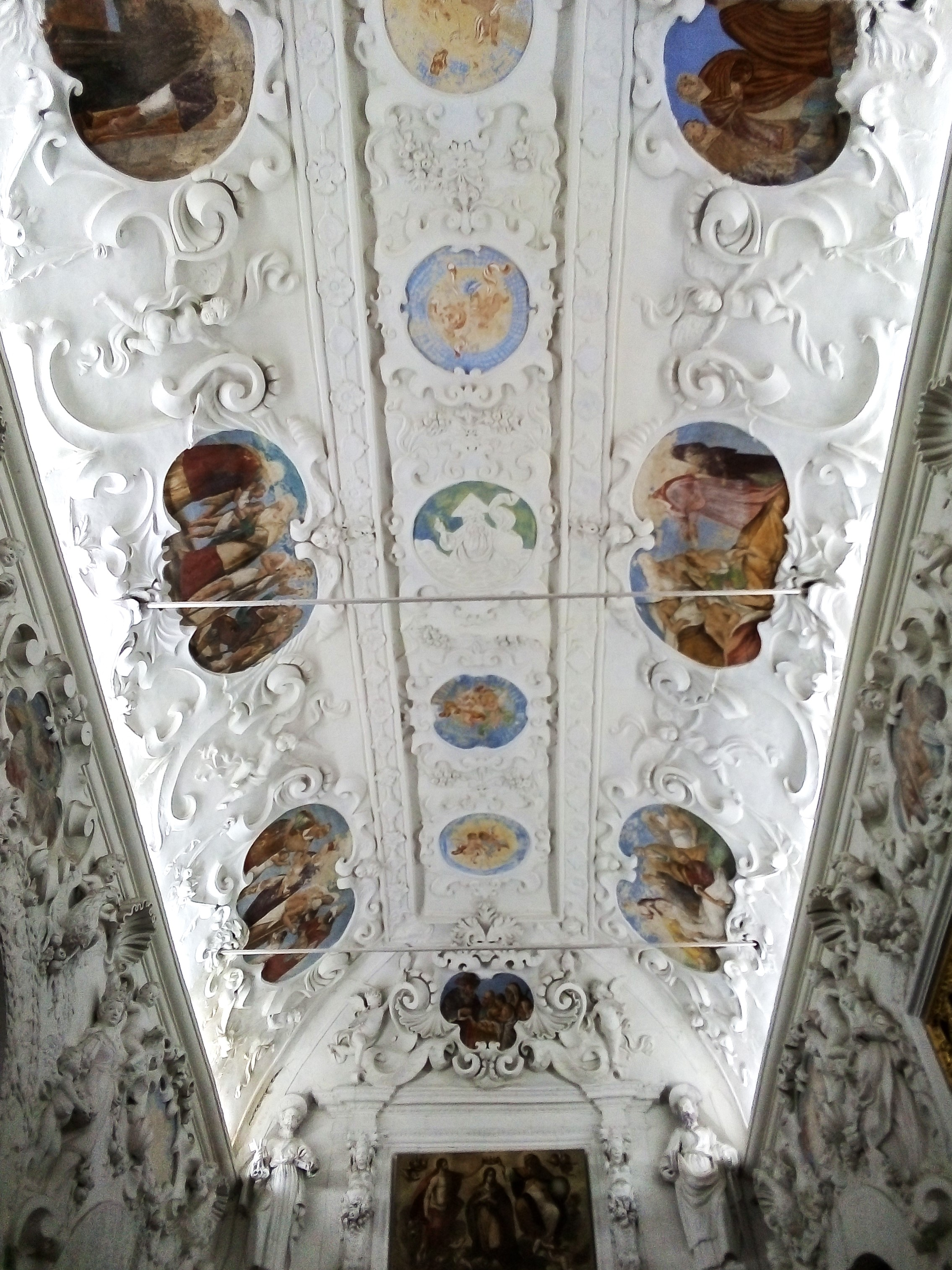
Particolare della volta della chiesa del Crocifisso

#### Chiese non più esistenti e chieseextra moenia
- Chiesa dello Spirito Santo e di San Giovanni Battista
- Chiesa di San Pietro "il Vecchio"
- Chiesa di Maria Ausiliatrice e di San Vito
- Chiesa della Madonna della Mercede
- Chiesa e convento dei minori conventuali
- Chiesa del Ss. Salvatore
- Chiesa di San Leone
- Chiesa dell'Itria
- Chiesa della Ss. Trinità
- Chiesa di contrada Pirruni
- Chiesa di Sant'Anna in contrada Donna Puma
- Chiesa della Fontanella

### Architetture militari

#### Castello Santapau

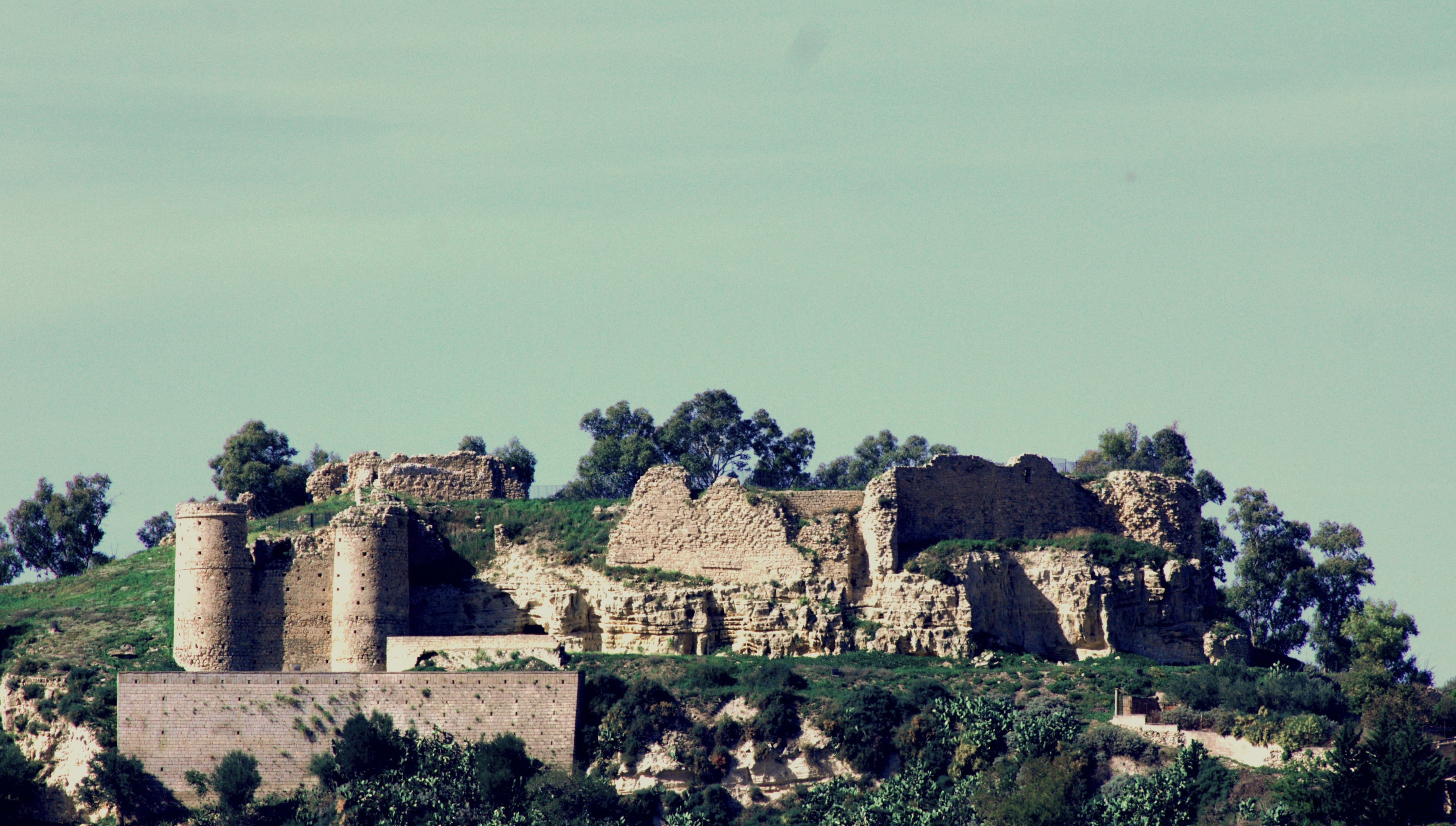
Rovine del castello Santapau

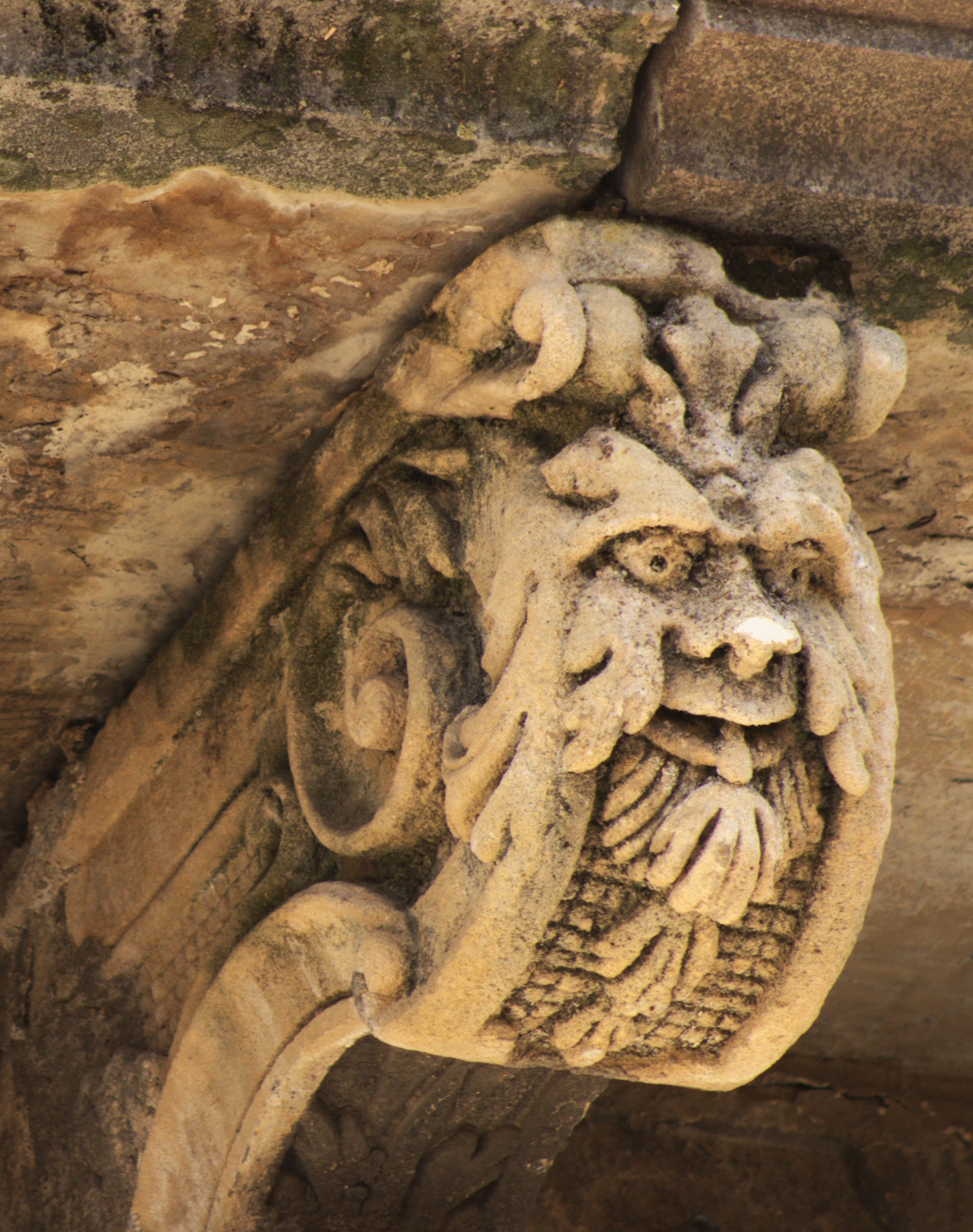
Un mensolone di Palazzo Mugnos

Sorge sul colle omonimo (Colle Castello) a poca distanza dal centro abitato di Licodia Eubea. Sorto probabilmente su una preesistente fortificazione normanna, fu costruito grazie all'intervento di Federico II di Svevia e assunse l'aspetto di un castello in epoca medioevale per mano di Manfredi di Sicilia durante l'agitato periodo che precede l'occupazione angioina. Nel 1275 venne assegnato al nobile francese Gerardo de Artus, ed in seguito si susseguirono i Santapau e i Ruffo. Venne rovinato dal terremoto dell'undici gennaio 1693. Oggi è possibile ammirare le rovine del castello con i suoi torrioni, notevolmente ridimensionati, e diverse strutture che costituivano i bassi e gli ambienti di servizio del maniero.  
In particolare risultano ancora ben visibili i due torrioni che dominando ancora oggi l'abitato sormontando la parte più antica della città con i quartiere del Borgo e della Matrice. 

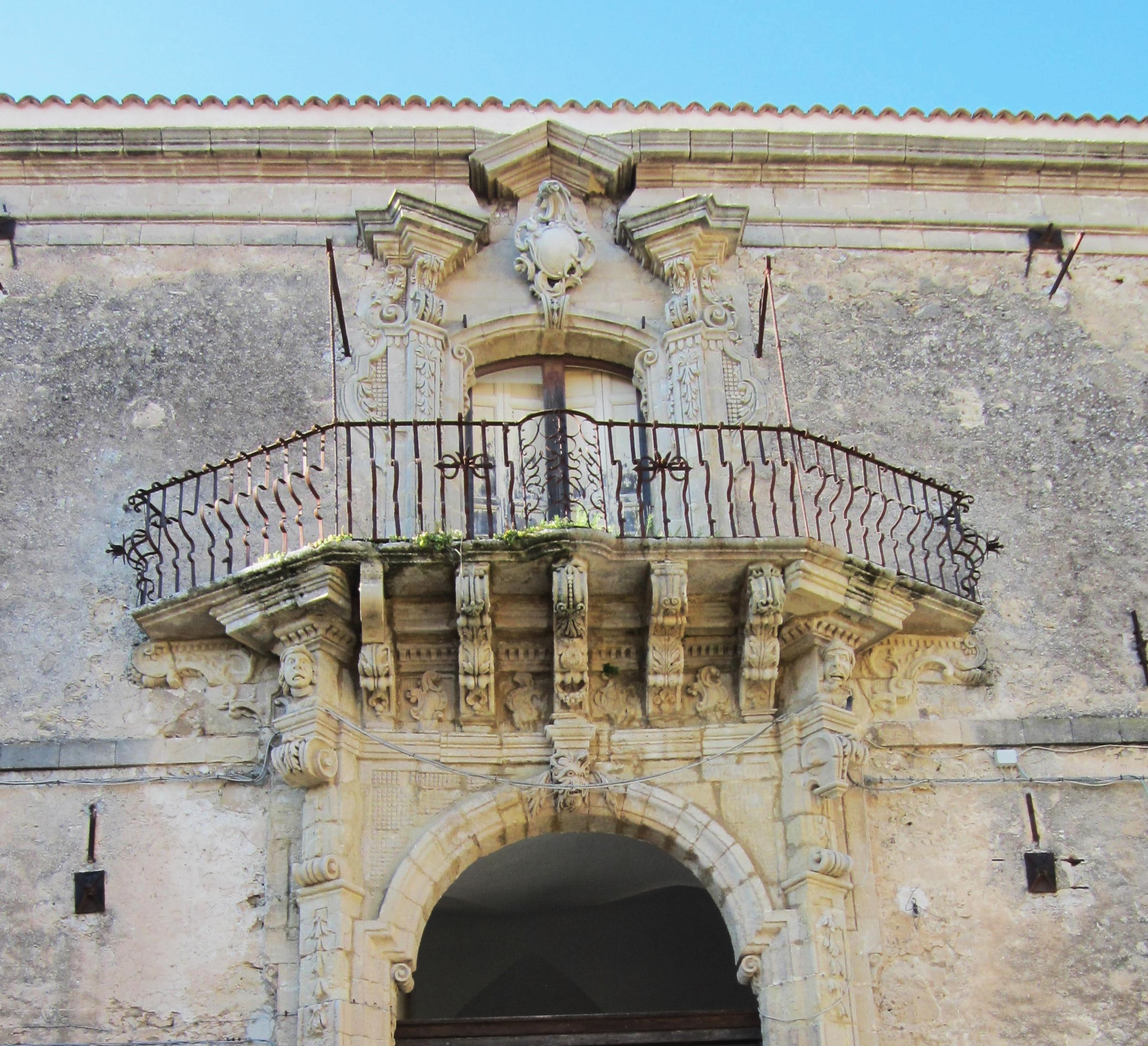
Palazzo Mugnos, Licodia Eubea

### Architetture civili
- Palazzo Comunale, già convento dei Domenicani
- Palazzo Mugnos, anche detto Vassallo, casa palazzata di particolare pregio, tipica espressione dell'architettura tardo barocca del Vallo di Noto.
Sorge in prossimità della chiesa madre di Santa Margherita e fu residenza dei Mugnos, nobile famiglia di origine catalana, più volte amministratori dei Santapau con cui erano legati anche da vincoli parentali. Del ramo licodiano della famiglia Mugnos si ricordano i poeti Andrea e Francesco. Il palazzo, dotato di una ampia balconata centrale e da un imponente portale, passò nel corso del XVIII secolo ai baroni Vassallo e Pupillo venendo destinato, nei secoli successivi, a diversi usi fra cui si ricorda quello di carcere. Il piano nobile è connotato da ampi saloni decorati con stucchi. Attualmente una ala della struttura risulta di proprietà comunale.

### Siti archeologici

#### Necropoli greca di Vigna della signora
Nella contrada che si estende sotto il lato sud del monte Calvario, nel 1990 furono ritrovati dei loculi di una necropoli databile al 450 a.C. Gli scavi sul sito furono avviati dopo il ritrovamento casuale di alcuni loculi durante la costruzione della caserma dell'arma dei Carabinieri. L'area dove è situata la necropoli è oggi edificata in seguito alla recente espansione dell'abitato.
Le sepolture della necropoli in questione sono tutte multiple e riescono a contenere dai tre ai sette defunti probabilmente della stessa famiglia. Fu trovata una rara sepoltura di un uomo tumulato con il suo stesso cavallo; una sepoltura simile era stata già rinvenuta al Calvario qualche tempo prima. Furono recuperati vari oggetti che componevano il corredo funebre dei defunti, tra cui gioielli in oro, argento e bronzo e altri oggetti di uso comune. Inoltre si trovarono numerose ceramiche decorate fra le quali una kelebe a figure rosse, un'oinochoe a bocca trilobata a figure nere e uno skyphos a figure rosse. Fu anche portato alla luce un sarcofago destinato presumibilmente ospitare una persona molto importante, mai utilizzato. Tutti i ritrovamenti sono considerati di pregevole rilevanza artistica e storica.
Nella stessa zona si trovano dei resti di abitazioni greche del VI, V e IV secolo a.C., con un laboratorio di manifatture in argilla.

#### Altre zone archeologiche del comune di Licodia
- Complesso Rupestre Grotta dei Santi
- Necropoli di Fossa Quadara
- Necropoli della Piazzisa
- Grotte di Marineo
- Colle del Castello Ipogei Cristiani e insediamento Tardo-Romano
- Contrada San Cono
- Acquedotto di Licodia Eubea

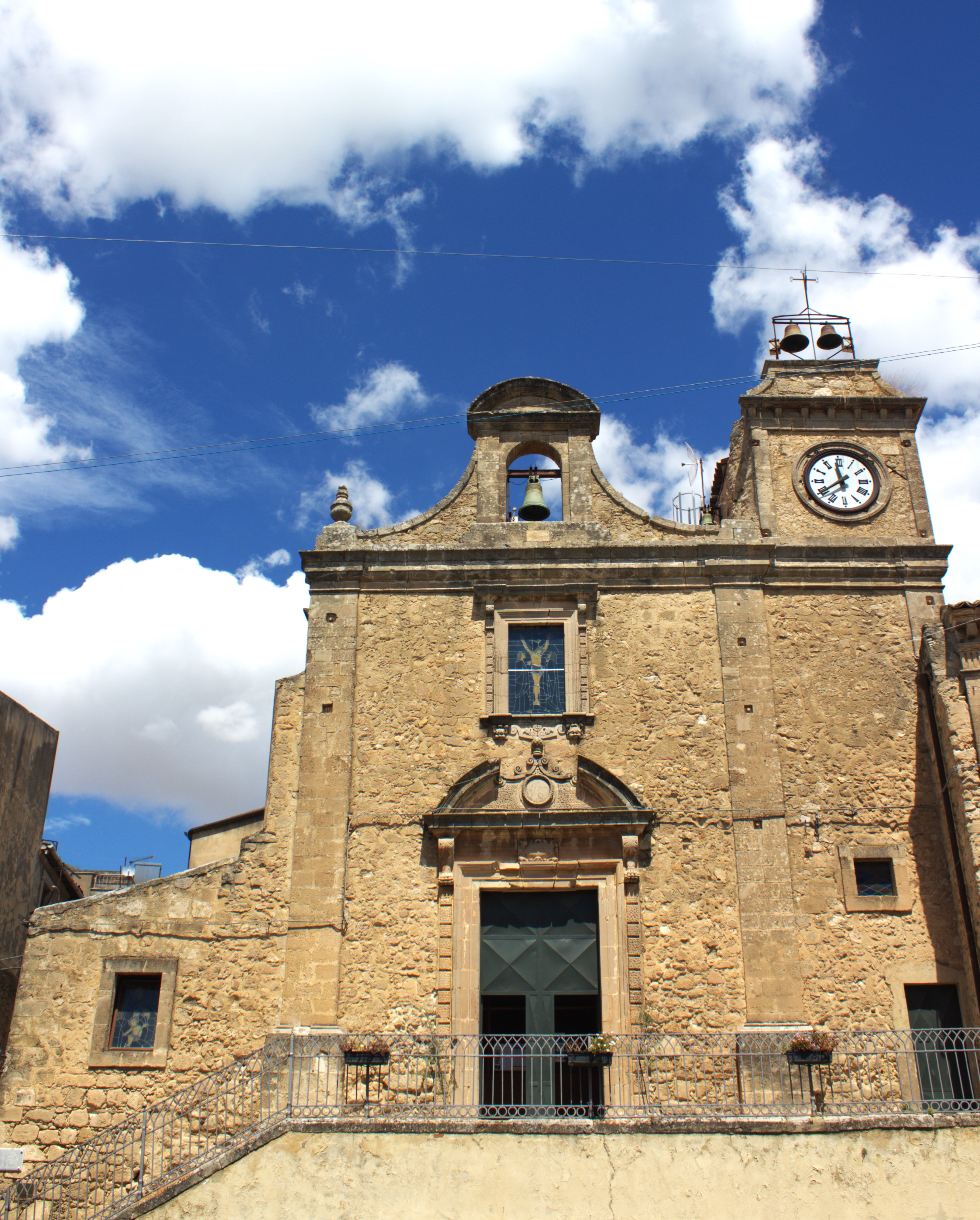
Chiesa dell'Ospedale, prospetto
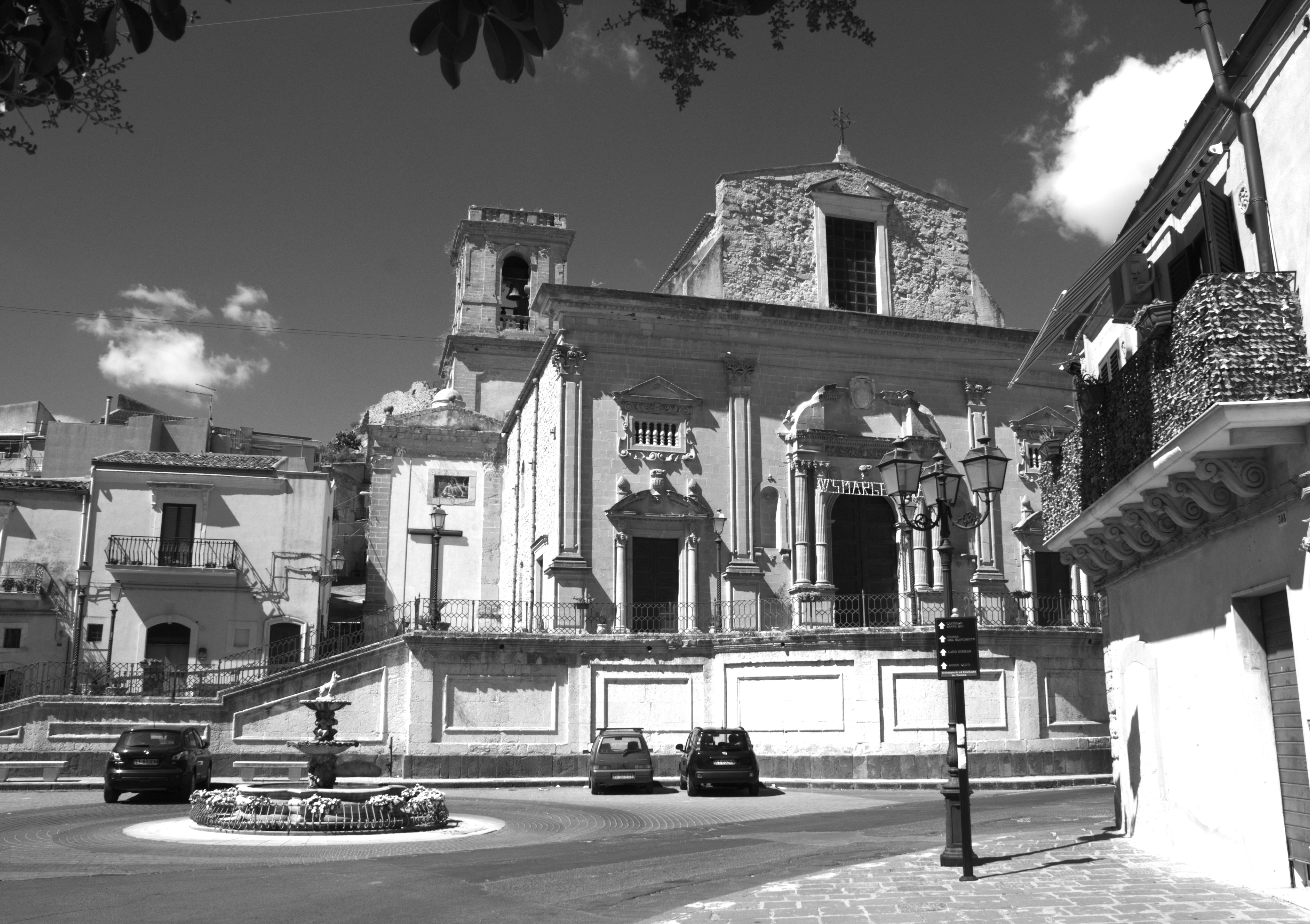
Chiesa Madre, prospetto
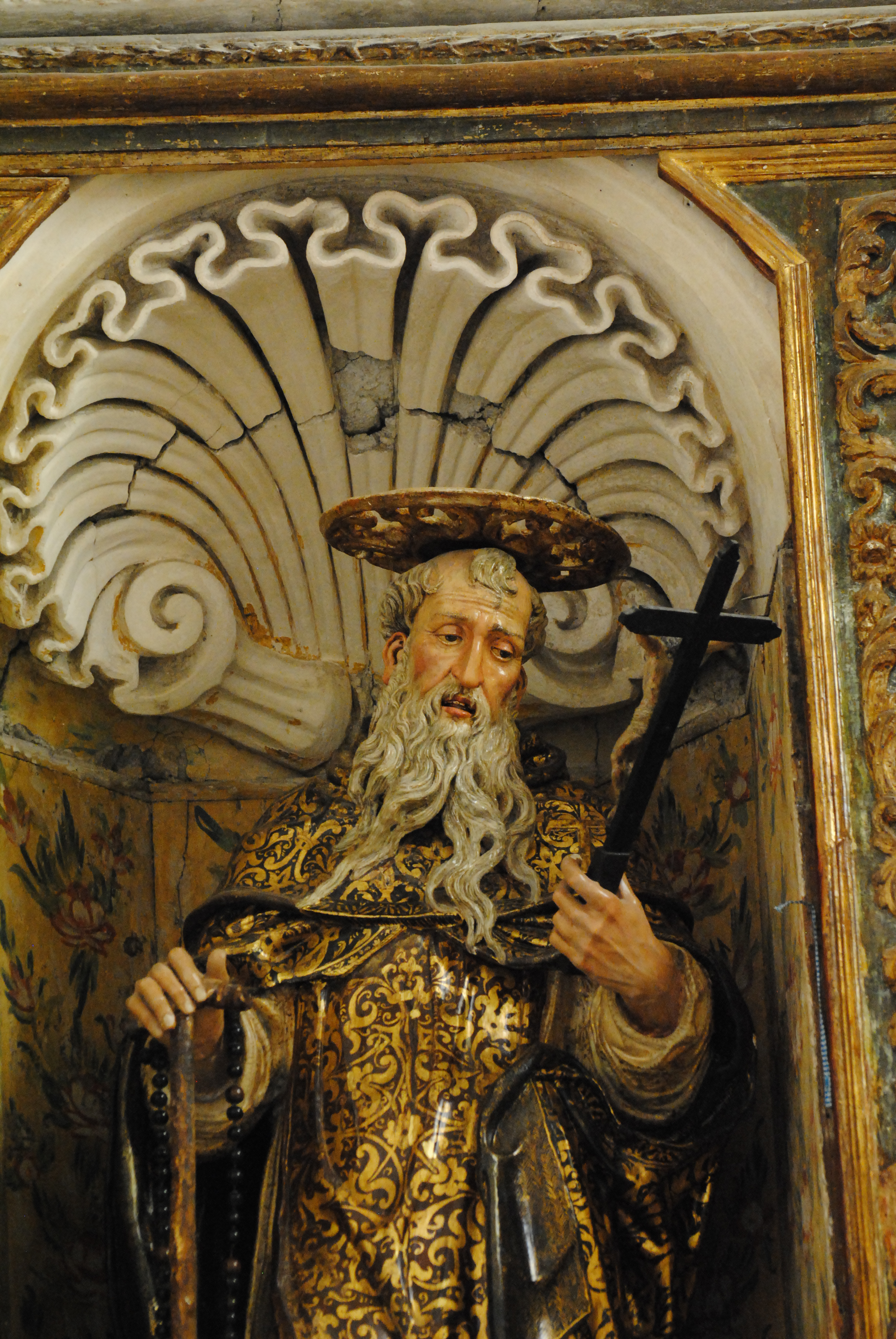
Scultura lignea di Sant'Antonio Abate, opera del napoletano Giovan Battista Gallone (1617)
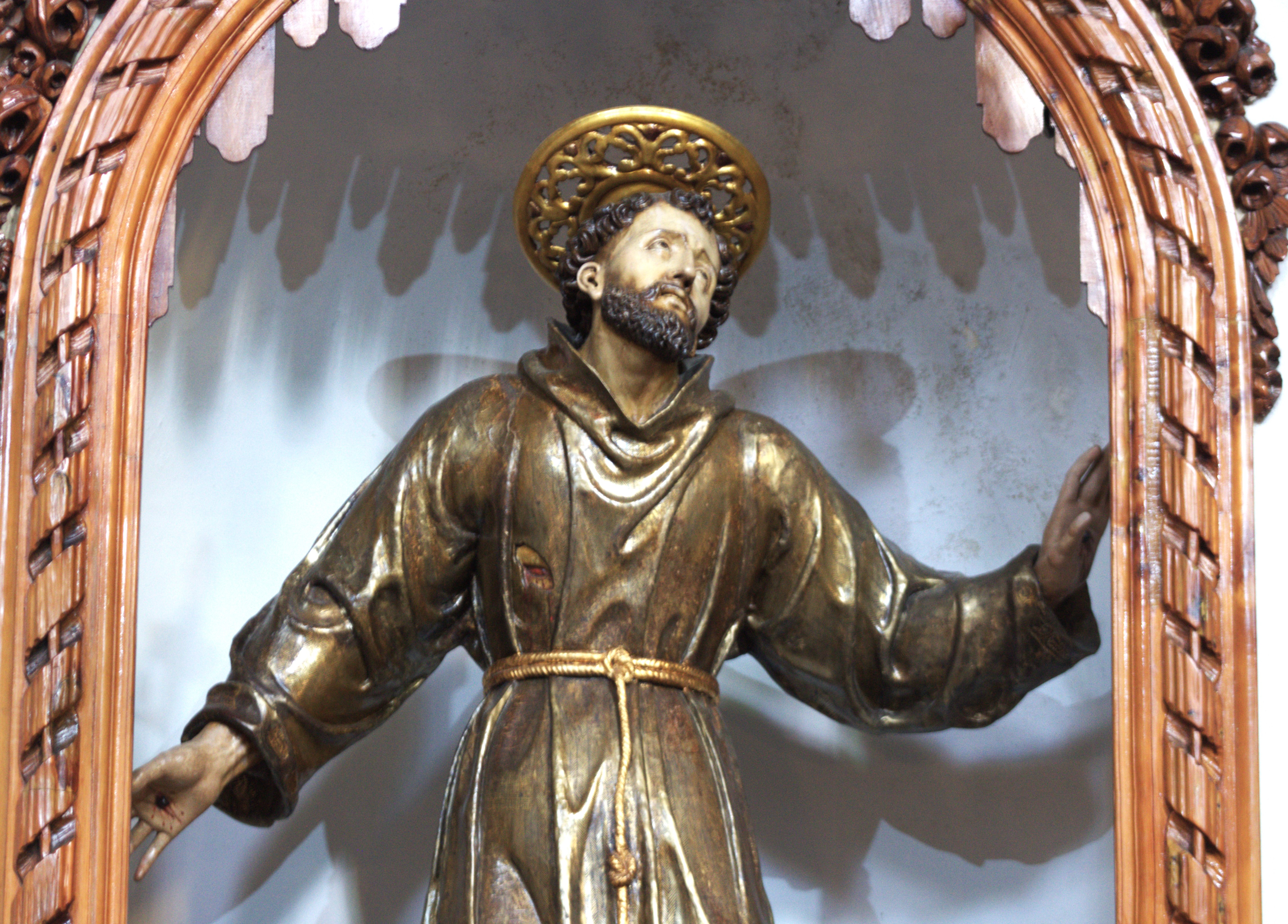
Scultura lignea di San Francesco d'Assici sec. XVII
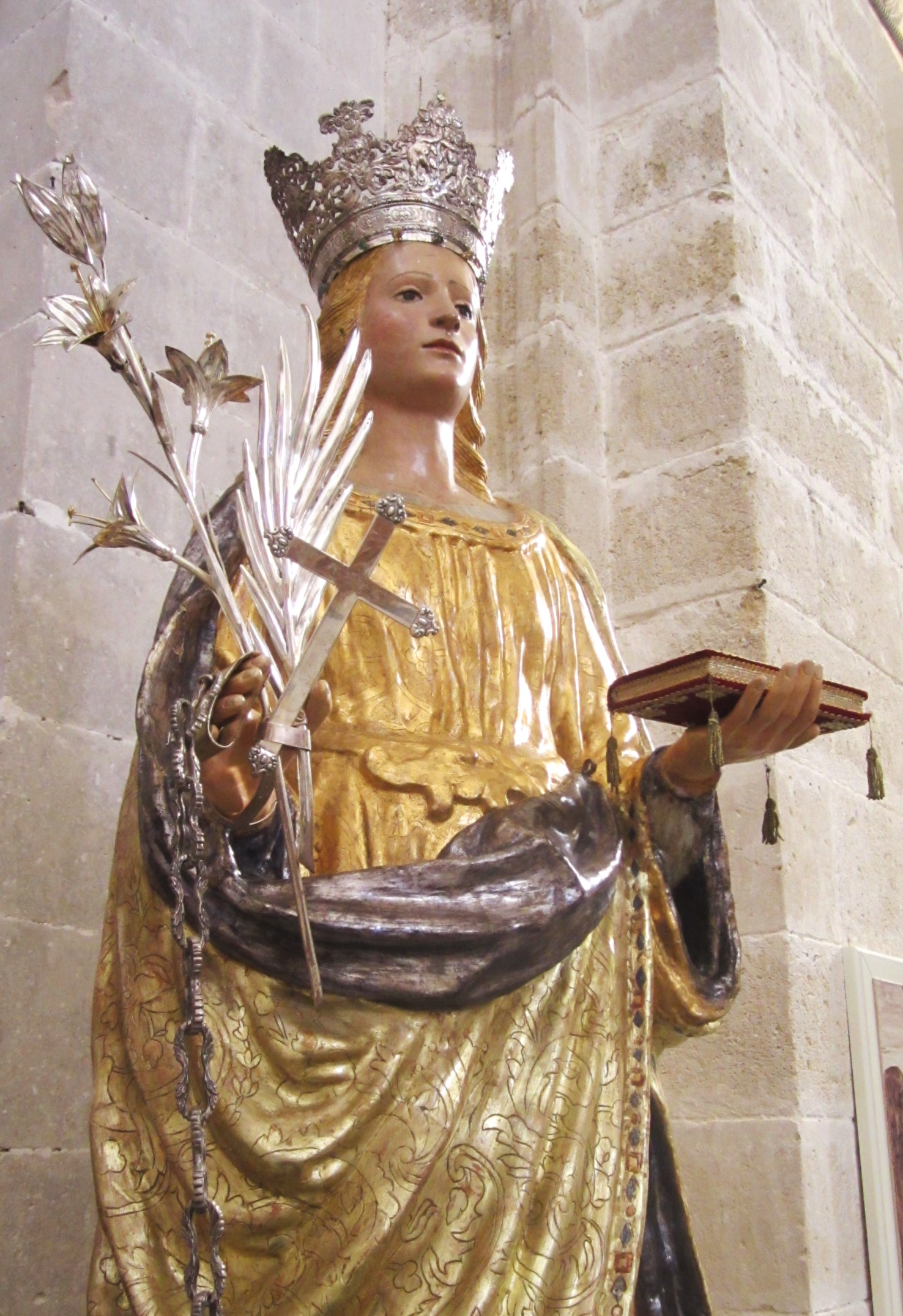
Scultura lignea di Santa Margherita d'Antiochia
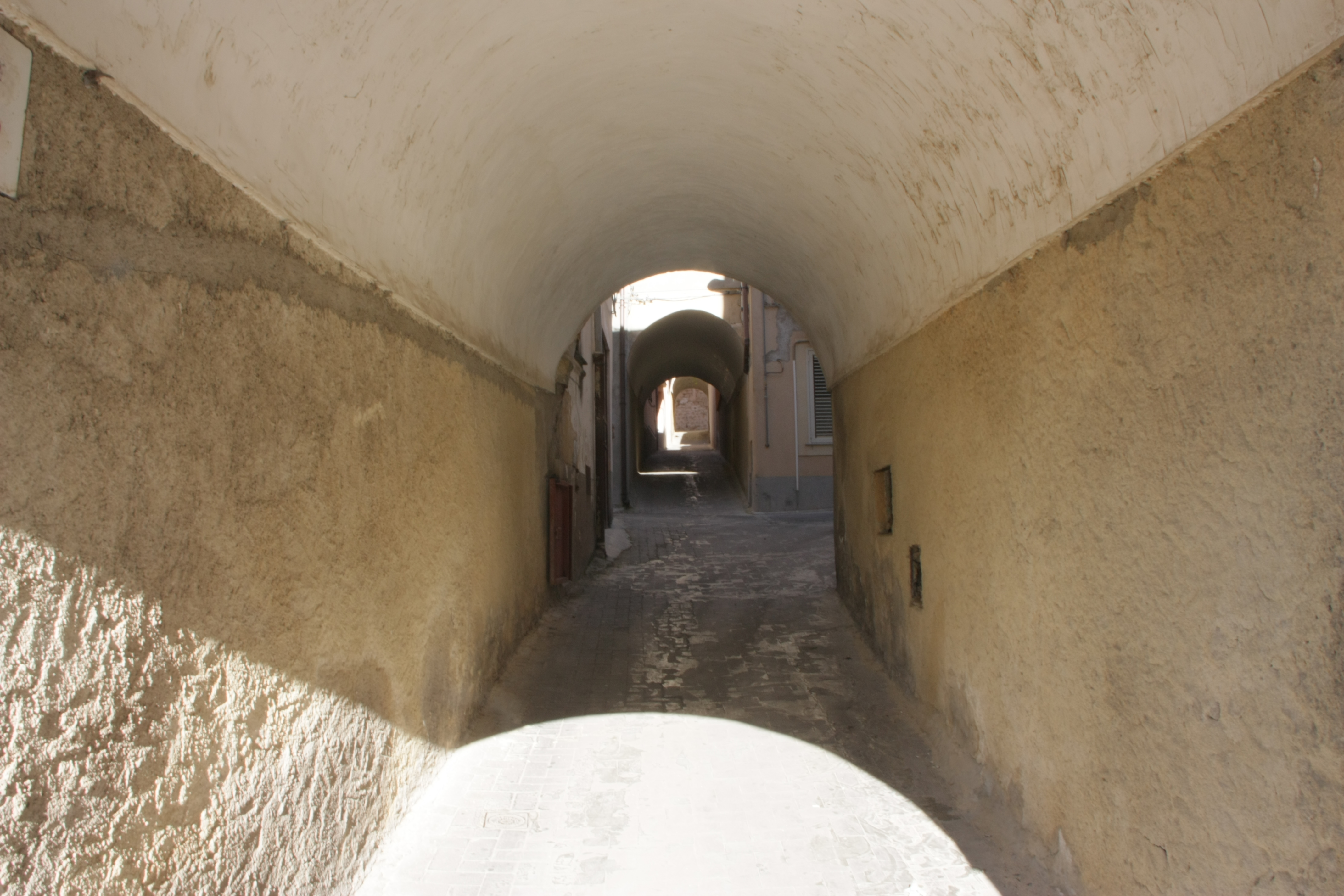
Tipica via dell'abitato detta "cunnuttu"
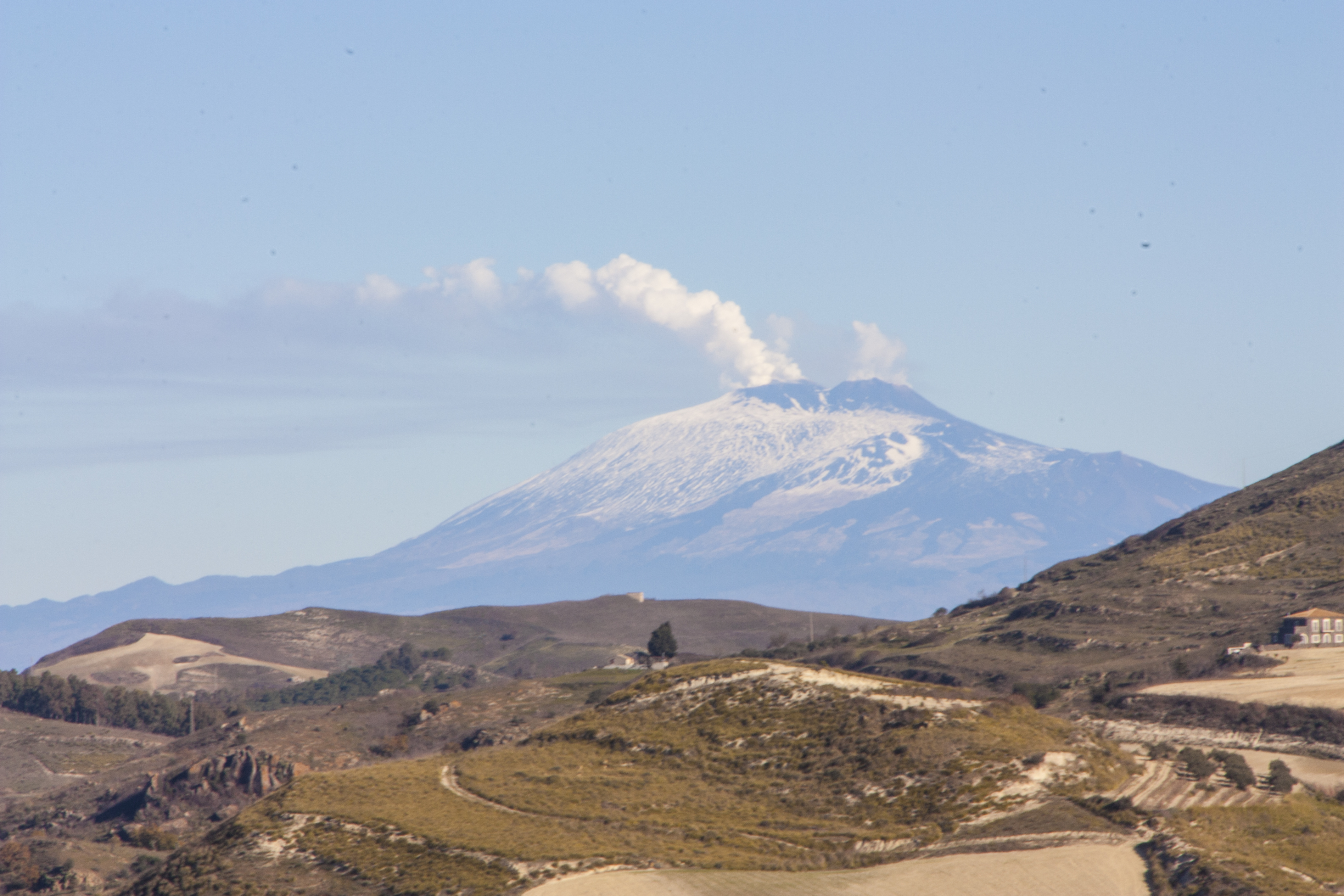
L'Etna vista da Licodia

## Società

### Evoluzione demografica
Abitanti censiti

### Lingue e dialetti
Particolarmente viva e sentita in città la forte tradizione legata all'uso del siciliano per il canto di diversi antichi componimenti religiosi, soprattutto nel corso della Settimana Santa. Moltissime le opere scritte, pervenute ai giorni nostri, che si innestano nella tradizione popolare siciliana e di tutto il meridione, atte a raccontare aspetti legati alla vita ed al culto del Cristo, della Vergine e dei Santi venerati nel territorio. Sopravvivono a Licodia soprattutto i canti legati alla Passione di Cristo ancora oggi intonati dal popolo durante le antiche celebrazioni che appartengono alla Settimana Santa di Licodia Eubea. Un gruppo di cantori si occupa di intonare questi canti della tradizione scritti in siciliano ed in latino. Tra i canti più rappresentativi si ricorda 'a Cavallaria, Curunedda di Maria Ss. Addulurata (Li Setti spati), Lu Rusariu do Ss. Crucifissu, il Popule meus e lo Stabat Mater. Ancora intonato, nel corso della festa patronale, anche il rosario in siciliano di Santa Margherita. Particolarmente interessante anche un ottavario in siciliano che racconta dell'intercessione della Vergine Addolorata, a cui il popolo di Licodia è particolarmente devoto, in occasione di un periodo di forte siccità cui si assistette nel 1881. I versi vennero raccolti in un volumetto, dalla viva voce del signor Michelangelo Caruso, dal cappuccino Padre Leonardo Ciavola e dati alle stampe nel 1991. Molto conosciuta anche una canzone, opera maggiormente recente rispetto a quelle sin ora citate, composta dalla maestra elementare Maria Falcone Albo, intitolata A Licuddia, testimonianza di amore per la terra natia:
(da "A Licuddia", di Maria Falcone Albo)

### Tradizioni e folclore

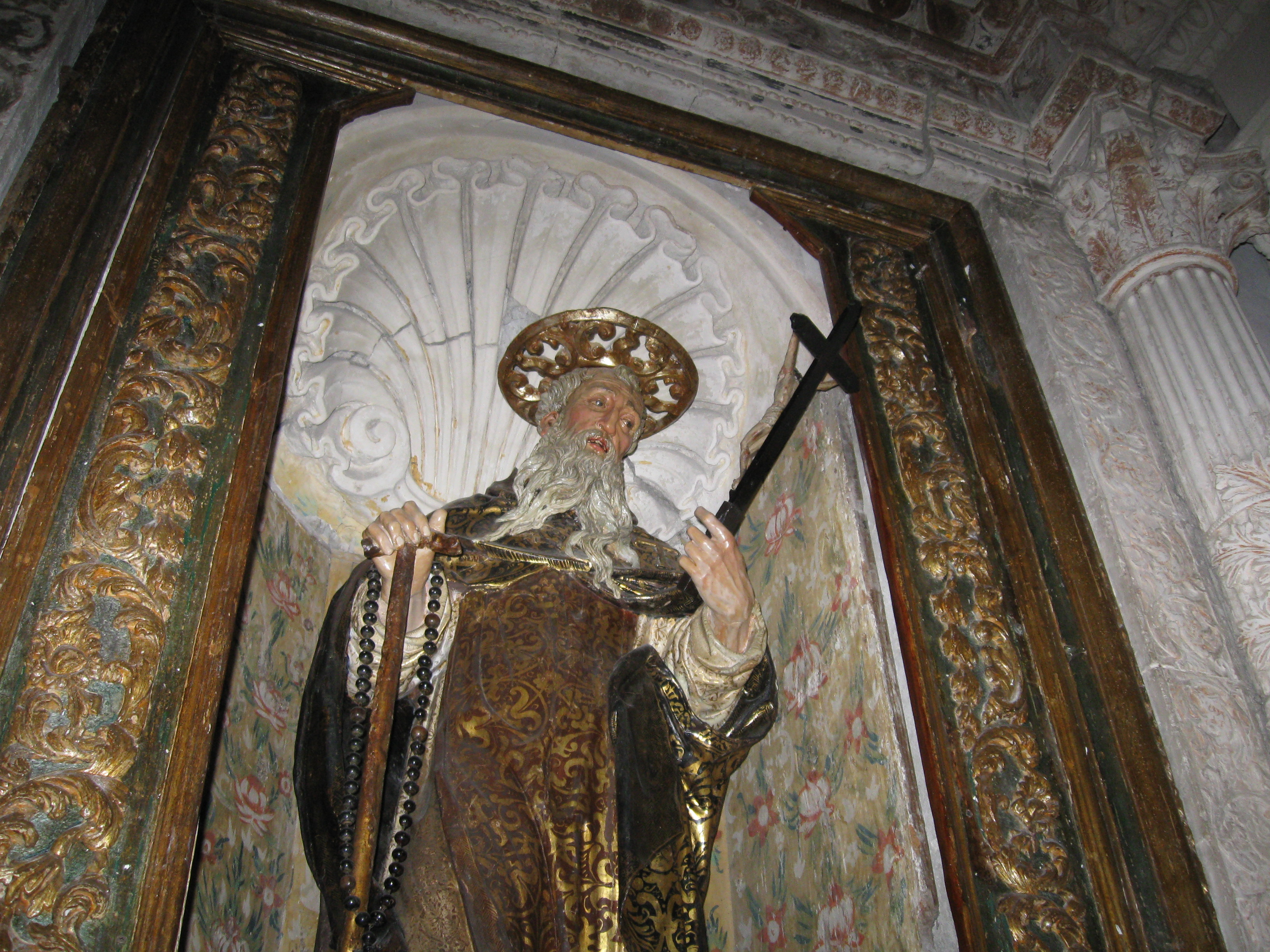
Il simulacro ligneo di Sant'Antonio abate, patrono di Licodia Eubea.

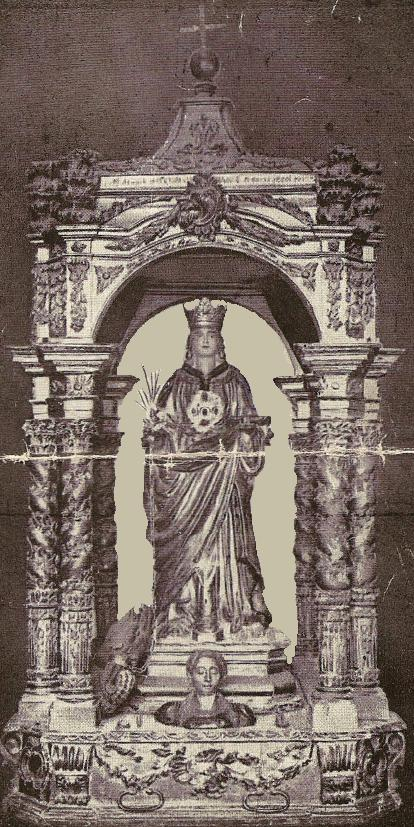
Immagine storica del fercolo e del simulacro di Santa Margherita, patrona principale di Licodia Eubea.

#### Santa Margherita patrona della città
L'antica figura della vergine e martire Margherita d'Antiochia di Pisidia, è da sempre venerata a Licodia quale patrona, insieme a Sant'Antonio Abate, e molto invocata tra il popolo.
Il popolo la invocava quale Patrona Particolare dell'abitato già nel XVII secolo, tanto che lo stesso Rocco Pirri, nella sua Sicilia Sacra, la menziona come tale.
È certo che un luogo di culto a lei dedicato era presente a Licodia già nel 1583, quando il Canonico Don Martino La Russa, morendo, designò con atto testamentario erede universale del suo enorme patrimonio, la Chiesa di Santa Margherita.
Non va escluso, come suppone Padre Leonardo Ciavola da Licodia in un suo scritto, che già nel XIII secolo fosse presente una piccola cappella a lei dedicata lungo le pendici del colle castello, non distante dal luogo in cui sorge l'attuale Basilica Chiesa Madre a lei dedicata.
Nel 1903, facendosi interprete della forte venerazione tra il popolo e della storia antichissima del culto di Santa Margherita a Licodia, il sapiente sacerdote cappuccino Padre Francesco Lo Bartolo da Licodia (1872 - 1945), avviò le pratiche che richiedevano alla Santa Congregazione per i Riti, il Decreto che nominasse la martire "Patrona Principale" della città. Il Decreto venne approvato da S.S Pio X il 12 aprile del 1905.

#### Festa patronale di S. Margherita d'Antiochia di Pisidia
- 20 luglio, Santa Margherita V. M., patrona di Licodia Eubea. Processione del simulacro e della reliquia per le vie del paese. La festa patronale si divide principalmente nella vigilia e il giorno festivo. Già i festeggiamenti in onore della santa patrona hanno principio all'inizio del mese di luglio denominato appunto mese margheritiano. Per il 19 luglio, la vigilia, ha luogo, dalla chiesa dei cappuccini, la processione con la reliquia di Santa Margherita.
- 15 agosto, Maria SS. Assunta in cielo. Processione del simulacro per le vie del paese. Il culto religioso verso l'Immacolata ha avuto sempre luogo nella parrocchia Santa Maria degli Angeli, ove si conserva l'artistico simulacro ligneo della Vergine Assunta. Il culmine dei festeggiamenti è nel giorno del 15 agosto.
- marzo/aprile, la Settimana Santa. La settimana santa a Licodia Eubea affonda le radici nel passato. Sin dal 1500 vengono ripetute varie tradizioni che hanno luogo per le vie cittadine di Licodia. Caratterizzano la pasqua licodiana, i canti in lingua siciliana composti in passato dai cittadini di Licodia, che vengono ancora oggi cantati per le processioni del giovedì e venerdì Santo.

## Cultura

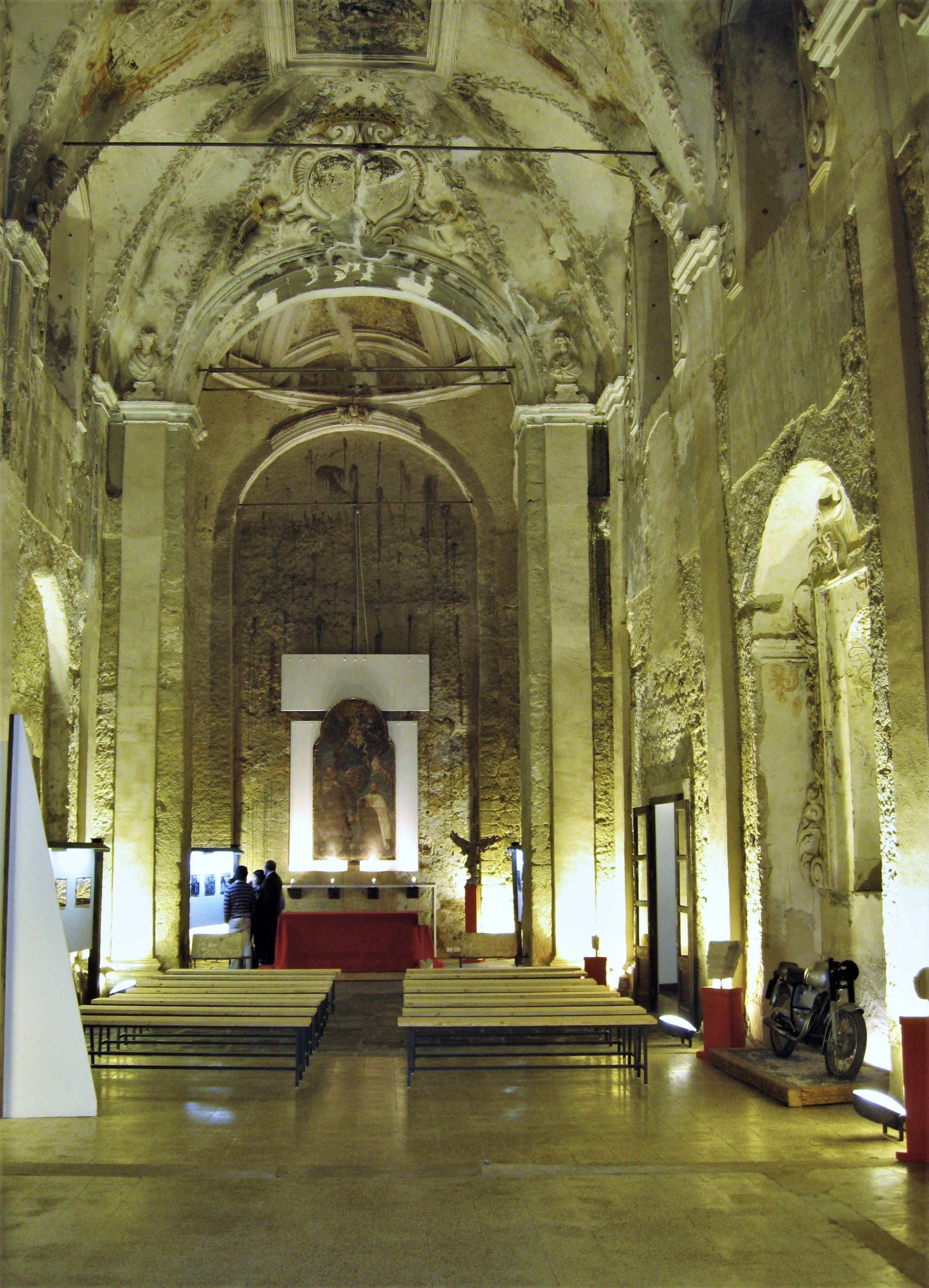
La chiesa della Badia, recuperata dall'Archeoclub nel 2012, oggi spazio culturale

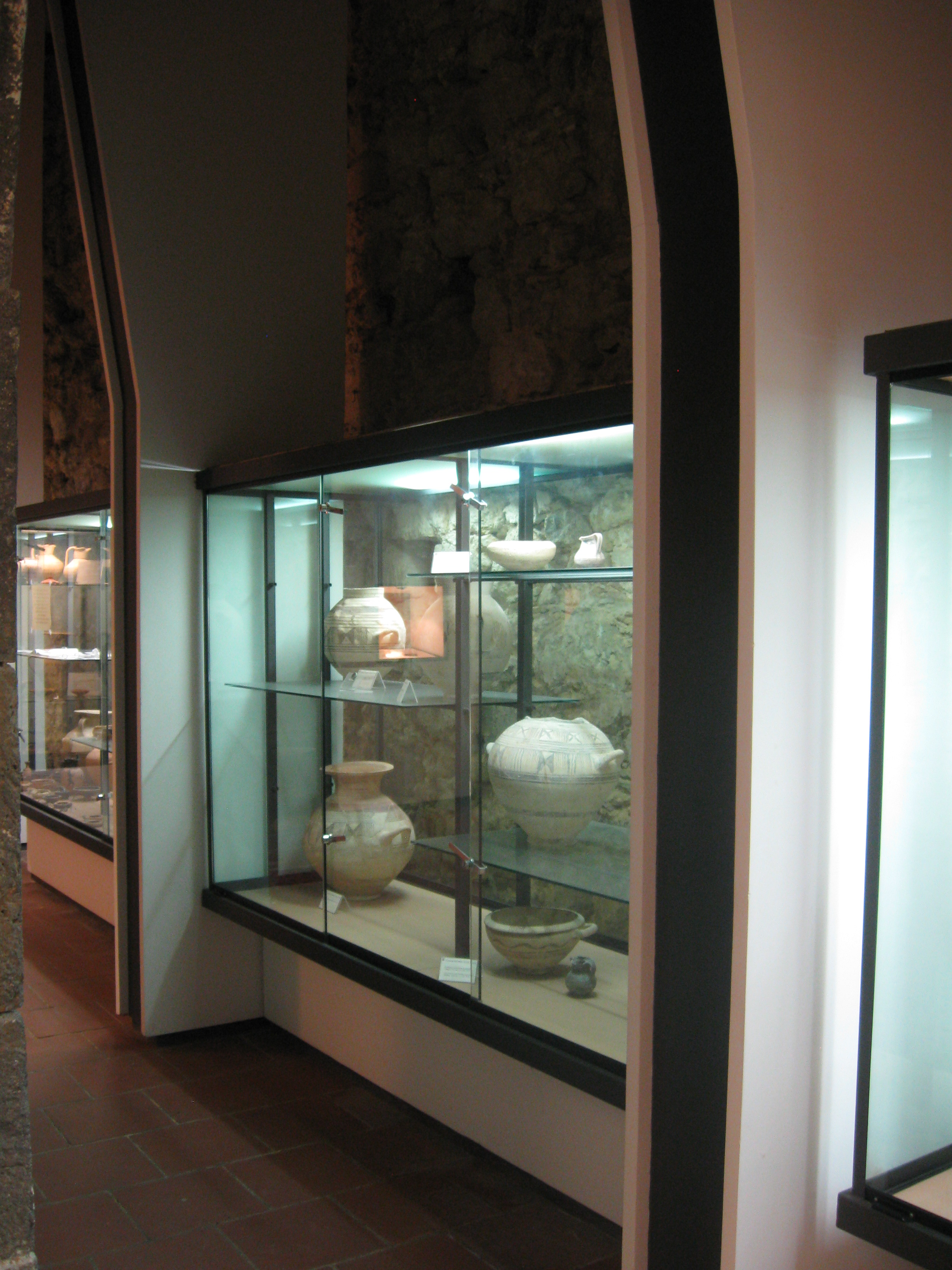
Museo Civico Antonino Di Vita

Dal 2022 il paese fa parte del progetto del Primo parco mondiale dello stile di vita mediterraneo insieme ad altre 103 città del centro Sicilia.

### Biblioteche
La biblioteca comunale di Licodia Eubea è oggi sita in vico La Russa, vicino alla chiesa del Crocifisso o Ospedale. La biblioteca fu istituita ufficialmente nel 1972 e cominciò la sua attività vera e propria nel 1979. Fu una biblioteca pioniere. Dal 1996 la biblioteca possiede un primo database e oggi è fornita di nuovissimi mezzi informatici e tecnologici. In passato la biblioteca aveva sede presso l'ex struttura scolastica del quartiere Carmine. La biblioteca è fornita di circa 15.000 volumi e di un'ampia sala lettura.

### Musei

#### Museo civico archeologico Antonino Di Vita
Il museo civico archeologico Antonino Di Vita è ospitato in locali comunali. In quest'area museale archeologica si conservano diversi ritrovamenti relativi a materiale di importazione greca e a vasellame, con i tipici motivi geometrici che identificano la Facies di Licodia e di Santo Cono Piano Notaro, rinvenuti nel territorio di Licodia Eubea. Gran parte dei ritrovamenti furono portati alla luce da Paolo Orsi e successivamente da diversi scavi degli anni '80 e '90 del novecento a opera della sovrintendenza con l'aiuto dei volontari dell'Archeoclub di Licodia Eubea.
Il museo si divide in tre sezioni:
1. Sezione sulla fase più antica dell'insediamento nel territorio.
2. Sezione dedicata all'abitato arcaico e al centro indigeno ellenizzato.
3. Sezione con materiali importati insieme ad oggetti in ceramica locali facies di Licodia Eubea.

#### Museo etnografico o museo della comunità Licodiana
Il museo etnografico è sito presso dei locali terragni che danno sul chiostro dell'ex Monastero di San Benedetto e Santa Chiara a Licodia Eubea.
Questo museo raccoglie gli utensili originali relativi alle attività artigianali e agricole del territorio, in uso sino a qualche decennio fa.
La collezione presenta un vasto numero di arnesi riconducibili al lavoro del calzolaio, oltre che al duro lavoro della mietitura. Tutti i pezzi sono donazioni dei cittadini di Licodia. Il museo è stato intitolato a Padre Matteo Coniglione O.P. (Licodia E., 1879 - Catania, 1964).

### Cucina

#### La patacò
La patacò è un piatto tipico di Licodia Eubea, un tempo chiamato piatto dei poveri, visto che era la base dell'alimentazione della povera gente nei mesi più freddi dell'anno. Ancora oggi è abitudine la preparazione di questa pietanza nelle famiglie licodiane. La patacò è ricavata dalla farina di cicerchia avente tipico colore giallastro. La farina si mischia con l'acqua in modo da fare una sorta di polenta che si arricchisce con l'aggiunta di broccoli, salsiccia a pezzetti, olio, pepe e sale quanto ne basta. Prima di cucinare la patacò occorre fare un soffritto con aglio da mischiare anch'esso con la patacò. Questo piatto si mangia generalmente caldo e un tempo era solito consumarsi a colazione.

#### Pagnuccata
La pagnuccata è un piatto tipico siciliano molto comune anche a Licodia Eubea, dove è solito prepararsi nei mesi freddi e in particolare a Natale e a Pasqua ma soprattutto per il carnevale. Questo dolce tipico a Licodia presenta una forma più minuta confronto alle altre zone in cui viene preparato. Il tutto è composto da un impasto di farina e uova che poi vanno a comporre dei condoni che vengono tagliati in piccole palline. Dopo questo procedimenti le palline vengono immerse dentro il miele sciolto con lo zucchero.

### Eventi culturali
Diversi sono gli appuntamenti culturali che, nel corso dell'anno, vengono organizzati dalle associazioni culturali presenti nella cittadina e dal Comune. Dal 2012, in seguito ai lavori di riqualifica condotti dall'Archeoclub di Licodia, la chiesa del monastero di San Benedetto e Santa Chiara è un luogo in cui vengono organizzate mostre, conferenze ed eventi culturali. Dal 2011 ha luogo il Festival della Comunicazione e del Cinema Archeologico, festival cinematografico internazionale che si svolge ad ottobre ed è organizzato da ArcheoVisiva ed Archeoclub. A settembre viene organizzata la Festa dell'Uva da tavola, un appuntamento molto sentito dalla popolazione e dal territorio. Si svolge ogni anno anche la Sagra della Patacò, piatto della tradizione, ed il Cicerchia Fest. Fin dalla prima edizione Licodia partecipa anche al Borghi dei Tesori Fest organizzato da Le Vie dei Tesori.

## Geografia antropica

### Quartieri di Licodia Eubea
- Abatelli;
- Ajiricelle;
- Borgo;
- Carcarelle;
- Contrada Nostra Donna (Zona nuova).

## Amministrazione

### Amministrazione attuale
Regno d'Italia
| Periodo | Periodo | Primo cittadino                  | Partito | Carica            | Note |
| ------- | ------- | -------------------------------- | ------- | ----------------- | ---- |
| 1866    | 1867    | Cav. Aliotta Eugenio             |         | sindaco           |      |
| 1867    | 1872    | Vassallo Giuseppe                |         | sindaco           |      |
| 1872    | 1878    | Cav. Gandolfo Giovanni           |         | sindaco           |      |
| 1878    | 1883    | Vassallo Giuseppe                |         | sindaco           |      |
| 1883    | 1887    | Aliotta Giuseppe                 |         | sindaco           |      |
| 1887    | 1890    | Cav. Di Stefano Ignazio          |         | sindaco           |      |
| 1890    | 1891    | Cav. Pelli Arnaldo               |         | Comm. Regio       |      |
| 1891    | 1893    | Cav. Gandolfo Giovanni           |         | sindaco           |      |
| 1893    | 1895    | Cav. Gandolfo Giuseppe           |         | sindaco           |      |
| 1895    | 1898    | Cav. Gandolfo Giovanni           |         | sindaco           |      |
| 1898    | 1900    | Cav. Aliotta Giuseppe            |         | sindaco           |      |
| 1900    | 1900    | Cav. D'Alessandro Salvatore      |         | Comm. Regio       |      |
| 1900    | 1903    | Vassallo Di Stefano Michele      |         | sindaco           |      |
| 1903    | 1903    | Dr. Bartoletta Marcello          |         | Comm. Regio       |      |
| 1903    | 1907    | Vassallo Di Stefano Michele      |         | sindaco           |      |
| 1907    | 1908    | Rag. Lombardo Ugo                |         | Comm. Regio       |      |
| 1908    | 1913    | Avv. Di Pietro Sebastiano        |         | sindaco           |      |
| 1913    | 1914    | Avv. Di Vita Antonino            |         | sindaco           |      |
| 1914    | 1916    | Cav. Aliotta Giuseppe            |         | Comm. pref.       |      |
| 1916    | 1918    | Cav. Di Pietro Sebastiano        |         | Comm. Regio       |      |
| 1918    | 1920    | Cav. Aliotta Sebastiano          |         | sindaco           |      |
| 1920    | 1923    | Cav. Di Stefano Vassallo Michele |         | sindaco           |      |
| 1923    | 1923    | Dott. Tornabene Gaetano          |         | Comm. pref.       |      |
| 1923    | 1923    | Cav. De Gregorio Giuseppe        |         | Comm. pref.       |      |
| 1923    | 1923    | Cav. Dr. Covelli Achille         |         | Comm. pref.       |      |
| 1923    | 1924    | Canzano Agatino Giuseppe         |         | Comm. pref.       |      |
| 1924    | 1925    | Rag. Macina Giocchino            |         | Comm. pref.       |      |
| 1925    | 1925    | Avv. Verderame Concetto          |         | Comm. pref.       |      |
| 1925    | 1928    | Cav. Scacco Gaetano              |         | sindaco           |      |
| 1928    | 1929    | Cav. Cap/no Rizzo Gaetano        |         | Podestà           |      |
| 1929    | 1930    | Bonnici S.                       |         | Comm. prefettizio |      |
| 1930    | 1933    | Cav. Dr. Lentini Arturo          |         | Comm. pref.       |      |
| 1933    | 1936    | Farmacista Lo Bartolo Francesco  |         | Podestà           |      |
| 1936    | 1938    | Avv. Pepi Alfonso                |         | Podestà           |      |
| 1938    | 1938    | Cav. Rag. Messina Carmelo        |         | Comm. pref.       |      |
| 1938    | 1939    | Avv. Santagati Antonio           |         | Comm. pref.       |      |
| 1939    | 1940    | Sig. Vassallo Salvatore          |         | Comm. pref.       |      |
| 1940    | 1940    | Sig. Vassallo Salvatore          |         | Podestà           |      |
| 1940    | 1942    | Dott. Sciuto Federico            |         | Comm. pref.       |      |
| 1942    | 1944    | Dr. Vassallo Mario               |         | Comm. pref.       |      |
| 1944    | 1946    | Sig. Vacirca Caruso Giuseppe     |         | sindaco           |      |

 Repubblica Italiana
| Periodo          | Periodo          | Primo cittadino           | Partito                            | Carica              | Note                                                                                          |
| ---------------- | ---------------- | ------------------------- | ---------------------------------- | ------------------- | --------------------------------------------------------------------------------------------- |
| 1946             | 1952             | Dr.Giuseppe di Gregorio   |                                    | sindaco             |                                                                                               |
| 1952             | 1954             | Dr.Giuseppe Aparo         |                                    | sindaco             |                                                                                               |
| 1954             | 1956             | Cav.Francesco Gurfolino   |                                    | sindaco             |                                                                                               |
| 1956             | 1957             | Dr. Vincenzo Licciardi    |                                    | sindaco             |                                                                                               |
| 1957             | 1957             | Dr.Rosario Odierne        |                                    | Comm. pref.         |                                                                                               |
| 1957             | 1958             | Ins.Emanuele Armao        |                                    | Comm. pref.         |                                                                                               |
| 1958             | 1962             | Dr. Vincenzo Licciardi    |                                    | sindaco             |                                                                                               |
| 1962             | 1964             | Dr. Vincenzo Zappulla     | Movimento Sociale Italiano         | sindaco             |                                                                                               |
| 1964             | 1965             | Prof. Sebastiano Fede     |                                    | sindaco             |                                                                                               |
| 1965             | 1967             | Dr. Vincenzo Verga        |                                    | sindaco             |                                                                                               |
| 1967             | 1988             | Dr. Nunzio Li Rosi        | Democrazia Cristiana               | sindaco             |                                                                                               |
| 22 giugno 1988   | 22 gennaio 1992  | Manfredi Angelo Lo Blanco | Partito Comunista Italiano         | Sindaco             | Partito Socialista Italiano                                                                   |
| 22 gennaio 1992  | 1992             | Dr. Elio Di Prazza        |                                    | Comm. regionale     |                                                                                               |
| 1992             | 8 giugno 1993    | Avv. Nicolò Lo Giudice    |                                    | Comm. straordinario |                                                                                               |
| 8 giugno 1993    | 1º dicembre 1997 | Prof. Manfredi Lo Blanco  | Partito Democratico della Sinistra | sindaco             | [ 12 ]                                                                                        |
| 1º dicembre 1997 | 28 maggio 2002   | Ingegn. Massimo Di Grazia | Alleanza Nazionale                 | sindaco             | Alleanza Nazionale-Partito Popolare Italiano-Forza Italia                                     |
| 28 maggio 2002   | 31 ottobre 2006  | Dr. Nunzio Li Rosi        | Unione di Centro                   | sindaco             | La Casa dei Licodiani-CCD-CDU(Unione di Centro)-Forza Italia -Liberalsocialisti-Nuova Sicilia |
| 28 novembre 2006 | 15 maggio 2007   | Gaspare Sinatra           |                                    | Comm. straordinario | [ 12 ]                                                                                        |
| 15 maggio 2007   | 6 maggio 2012    | Dr. Nunzio Li Rosi        | Movimento per le Autonomie         | sindaco             | -succ appoggio esterno La destra-                                                             |
| 6 maggio 2012    | 11 giugno 2017   | Giovanni Verga            | Partito Democratico                | sindaco             | -Partito Democratico-Popolo delle Libertà                                                     |
| 11 giugno 2017   | 14 giugno 2022   | Giovanni Verga            | Partito Democratico                | sindaco             | Partito Democratico-Italia Viva-indipendenti di destra-indipendenti di sinistra               |
| 15 giugno 2022   | in corso         | Santo Randone             |                                    | Sindaco             | [ 12 ]                                                                                        |

### Gemellaggi
- Santa Pau, comune spagnolo nel quale ha avuto origine la casa regnante dei marchesi Santapau, che governarono Licodia nel Medioevo.
- Eubea, isola greca, in relazione alle origini della fondazione di Licodia Eubea.

## Infrastrutture e trasporti

### Autostrade e strade statali
- Autostrada Ragusa-Catania
- Strada statale 683

### Ferrovie
- Stazione di Vizzini-Licodia
- Ferrovia Siracusa-Ragusa-Vizzini

## Sport

### Impianti sportivi
La piscina comunale di Licodia Eubea è sita nella zona nuova dell'abitato in viale Regione siciliana ed è di recente costruzione. La struttura è costituita da due vasche, una più piccola e l'altra semi-olimpionica di maggiori misure.
Vicino alla piscina comunale è presente il campo sportivo comunale con l'annesso campetto di calcio a 5. Il campo da calcio fu sistemato negli anni settanta con la costruzione delle tribune e degli spogliatoi.